# Kriegsende im Südschwarzwald (1945)

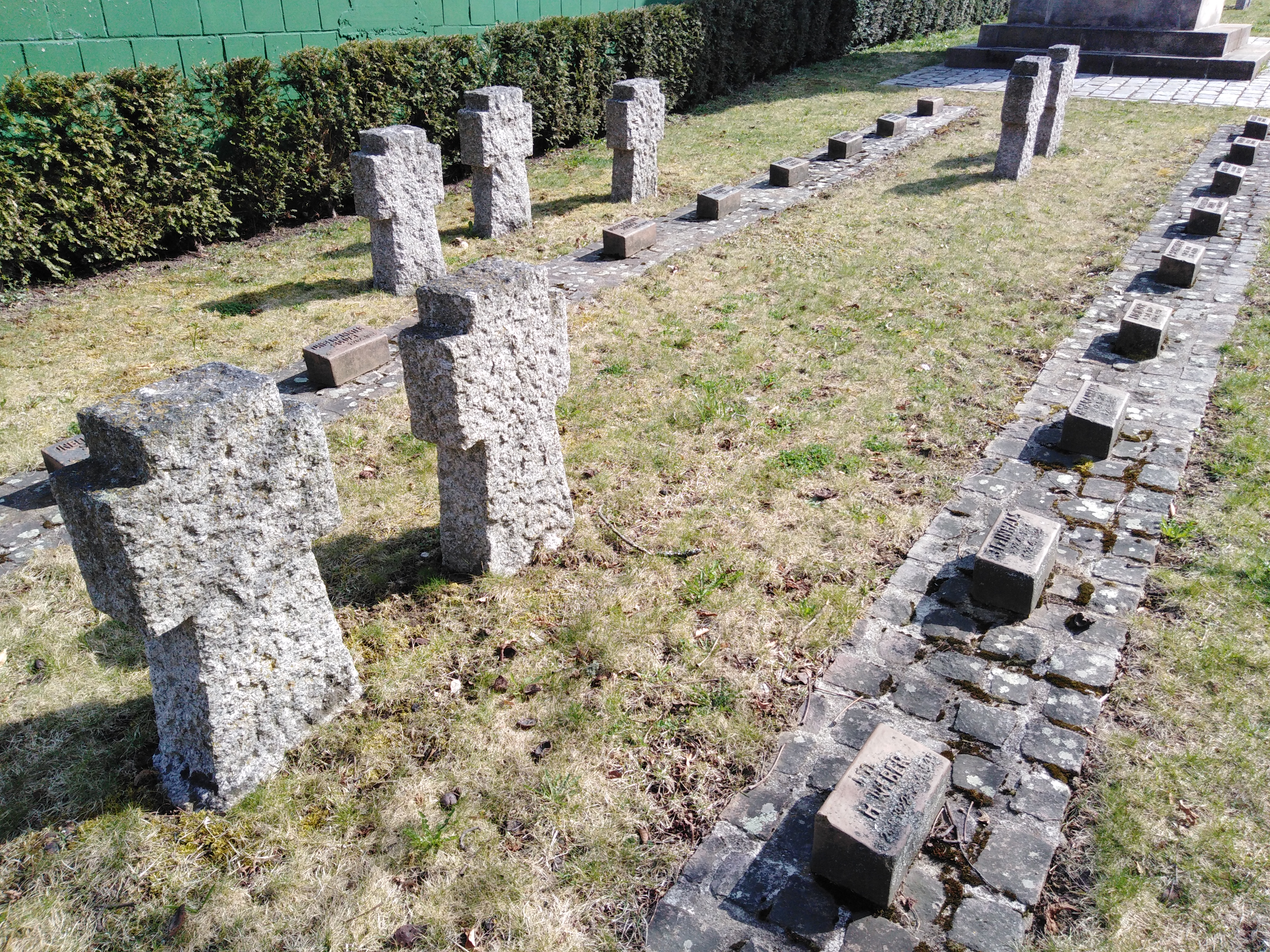
Deutscher Soldatenfriedhof in Blumberg bei der Evangelischen Kirche (2019)

Das Kriegsende im Südschwarzwald wurde eingeleitet mit der Rheinüberquerung der französischen 1. Armee zwischen Mannheim und Karlsruhe Ende März 1945 und deren Vormarsch durch den Schwarzwald nach Osten und in die oberrheinische Tiefebene nach Süden.
Nachdem der südbadische Raum nahe der Schweizer Grenze von unmittelbaren Kriegsereignissen während des Zweiten Weltkriegs weitgehend verschont geblieben war, kam es Ende April 1945 durch den Rückzug eines deutschen Armeekorps durch den Südschwarzwald in Richtung Bayern im Raum Blumberg zu heftigen Kämpfen mit französischen Einheiten, die dem Truppenverband den Weg abgeschnitten hatten. Dabei wurden mehrere Dörfer zerstört und es kam zu Verlusten unter den Soldaten beider Seiten und zu Opfern unter der Zivilbevölkerung.
Die Präsenz französischer Truppen im Südwesten Deutschlands war eine Folge der Konferenz von Jalta. Dort hatten im Februar 1945 die drei Hauptmächte der Anti-Hitler-Koalition beschlossen, ein Gebiet aus der britischen und der amerikanischen Besatzungszone zu bestimmen, das durch französische Streitkräfte besetzt werden konnte. Charles de Gaulle, seit Oktober 1944 Präsident einer völkerrechtlich anerkannten französischen Regierung, hatte auf Frankreichs Mitwirkung bei einer Nachkriegsordnung Europas bestanden.

## Vorgeschichte
Im Verlauf des Zweiten Weltkrieges gerieten die deutschen Armeen an der Ostfront gegen die Rote Armee und nach der westalliierten Invasion in Italien im Herbst 1943 im Süden Europas zunehmend in die Defensive. Stalin hatte zur Entlastung seiner Truppen zudem eine „Zweite Front“ in Frankreich gefordert, die jedoch wegen Schwierigkeiten in Planung und Logistik bei der Überquerung des Ärmelkanals immer wieder verzögert worden war. Erst im Sommer 1944 gelang Briten, Amerikanern und Kanadiern die Landung an der Küste Nordwestfrankreichs am deutschen „Atlantikwall“.

### Kriegslage 1944

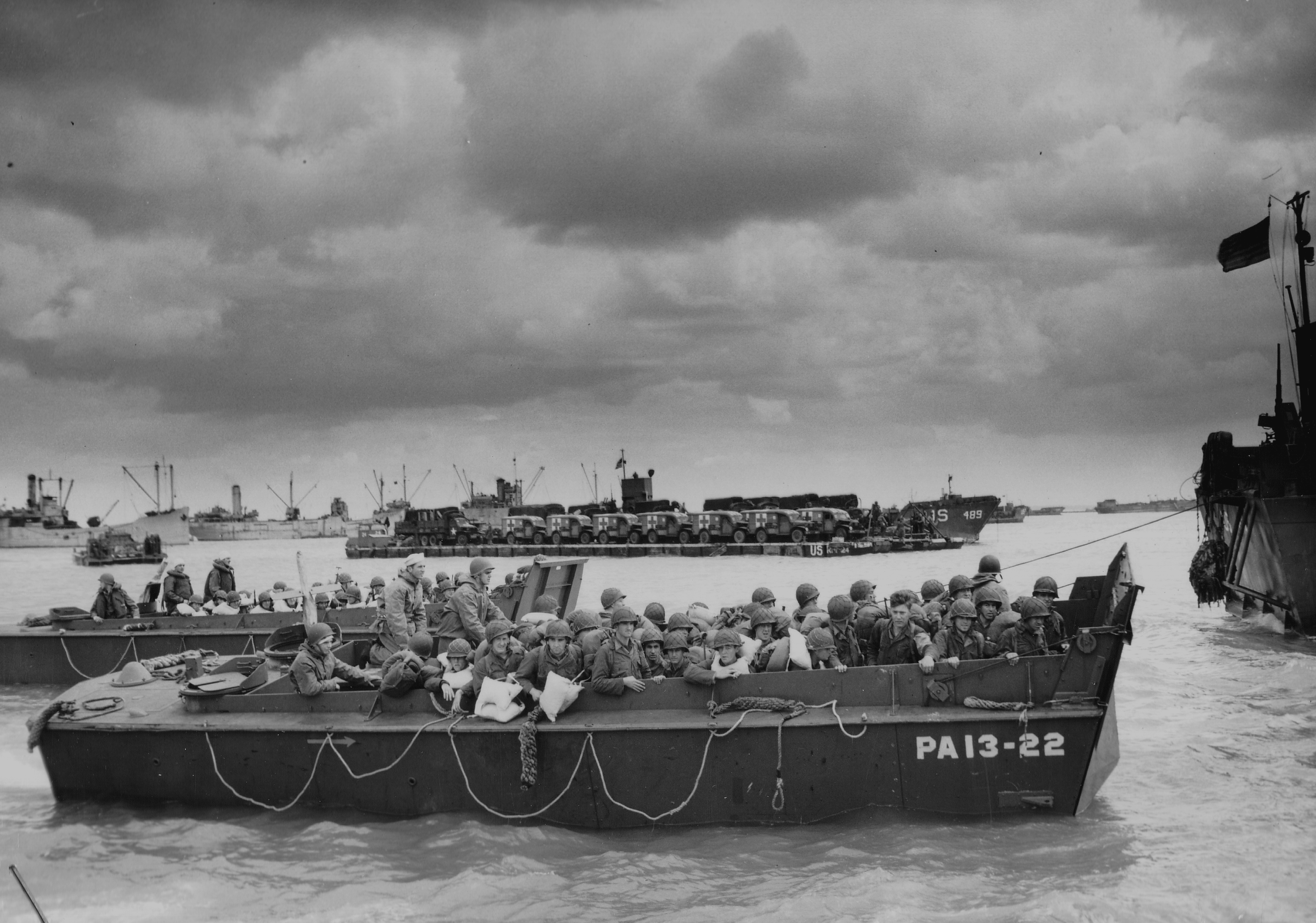
Alliierte Landungsboote vor der Normandie

Nach der Landung der Westalliierten am 6. Juni 1944 in der Normandie und am 15. August 1944 in der Provence, brach nach heftigen Abwehrkämpfen um den Landekopf im Norden und der folgenden Befreiung von Paris (25. August 1944) die deutsche Besatzung Frankreichs zusammen. Über den Winter 1944/1945 stabilisierte sich die deutsche Front jedoch wieder an Westwall und Rhein. Die von Adolf Hitler gegen seine Generalität durchgesetzte Ardennenoffensive Mitte Dezember 1944 blieb ohne Erfolg und brachte nur eine kurzzeitige Entlastung. Nach einem letzten, gescheiterten Versuch, über Neujahr das Elsass (Unternehmen Nordwind) zurückzugewinnen, konnte der Oberbefehlshaber West nur noch die Defensive organisieren.
„Am 11. Dezember 1944 wurde die Heeresgruppe Oberrhein gebildet, […] um das Überschreiten des Rheins durch amerikanische und französische Truppen zu verhindern.“ Hier „standen dem Oberkommando der Wehrmacht keine kampfkräftigen Einheiten zur Verfügung. Dafür wurden aus Sicherungs-, Zollgrenzschutz- und Festungseinheiten, Volkssturm und den Resten zusammengeschlagener Regimenter neue Brigaden und Divisionen gebildet, […] die einem modern ausgerüsteten Gegner nicht gewachsen waren. Diese neu gebildeten Einheiten wurden im Dezember 1944 im XVIII. SS-A.K. und im LXIV. A.K. zusammengefasst und der 19. Armee unterstellt.“
Das LXIV. A.K. besetzte die nördliche Hälfte der Front am Oberrhein südlich Karlsruhe bis zum Kaiserstuhl, das XVIII. SS-Armeekorps besetzte den Frontabschnitt vom Kaiserstuhl (Trennlinie Leopoldskanal) bis zur Schweizer Grenze bei Basel (Weil am Rhein). Am 12. Januar 1945 wurde der General der Waffen-SS Georg Keppler zum Kommandeur des XVIII. SS-Armeekorps berufen.

### Oberrheinfront 1945

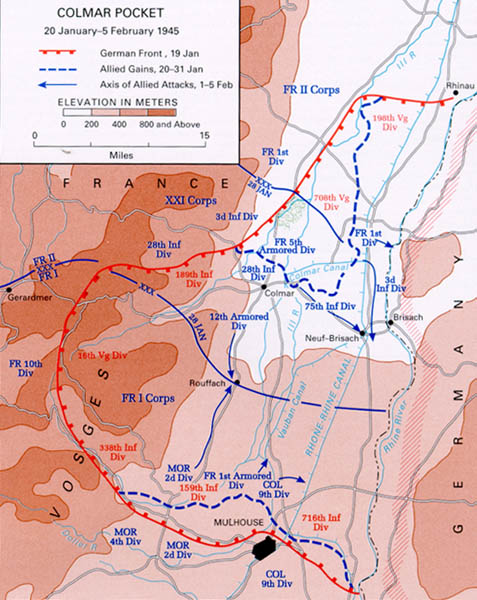
Anfang Februar 1945 aufgegebener deutscher Brückenkopf im Elsass

Ab Februar 1945 gelang es den westalliierten Truppen, die deutschen Gebiete fast überall bis an das linke Rheinufer zu besetzen. Im Süden hielten deutsche Truppen im Raum Colmar noch einige Wochen einen Brückenkopf.
„Ende Januar/Anfang Februar war die Räumung des Brückenkopfes Elsaß durch die 19. Armee erfolgt. Er gelang trotz starken feindlichen Drucks unter Erhaltung der Masse des Materials.“
Seit dem Herbst 1944 war der Oberrheinraum zur Verteidigung eingerichtet worden, doch konnten keine zusammenhängenden Abwehrlinien mehr ausgestattet und besetzt werden.
Nach der Aufgabe des Brückenkopfes wurden an der gesamten Länge des Flusses Übersetzversuche des Gegners erwartet. Der dort nach Westen hin zur Verteidigung eingerichtete deutsche Abschnitt von Basel bis Karlsruhe stand – wie sich zeigen sollte – gleichsam in ‚verkehrter Position‘, denn er wurde von den Franzosen von Nord nach Süd aufgerollt.

## Französische Schwarzwaldoffensive

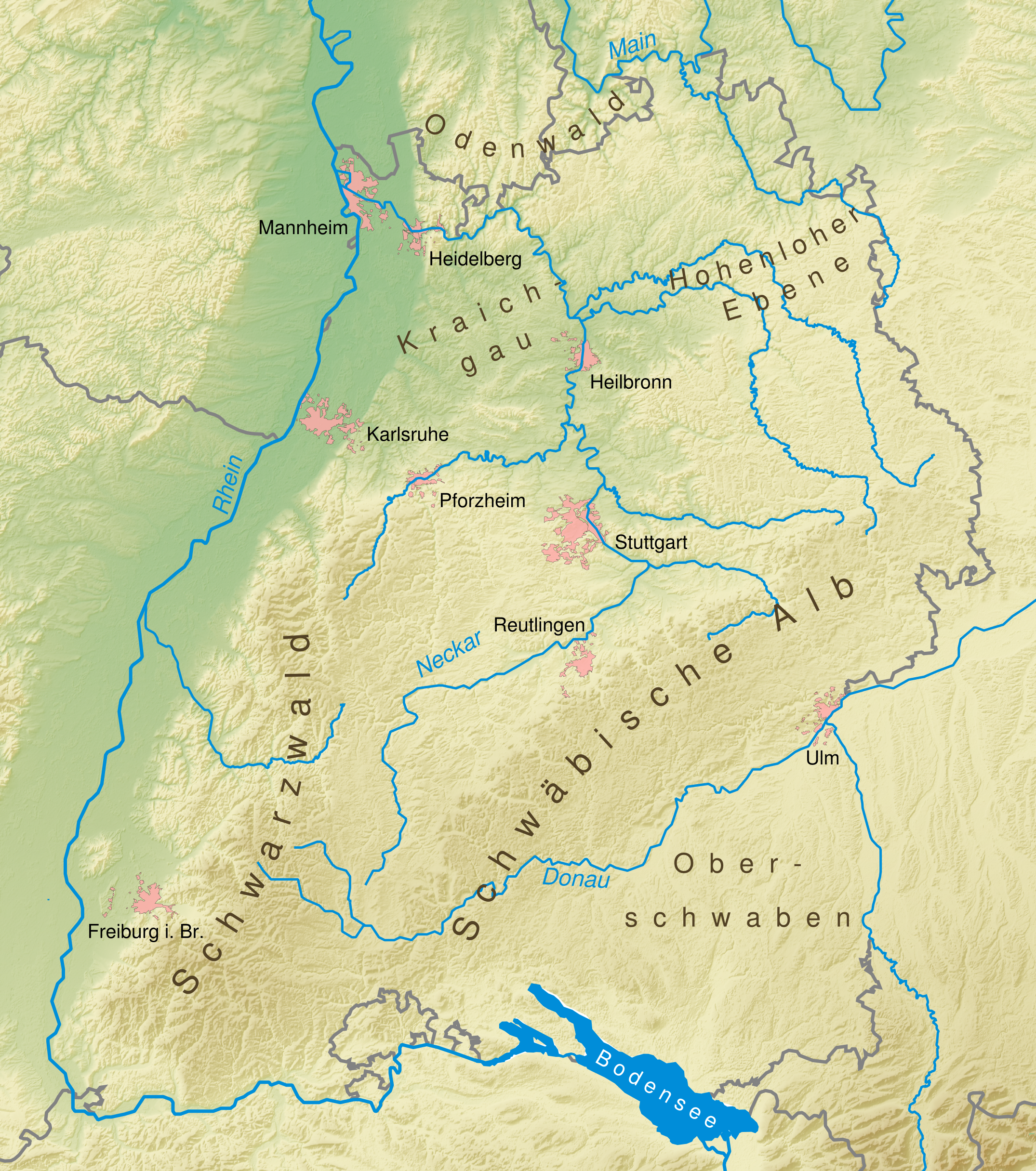
Angriffsraum der französischen Armee

Nachdem amerikanische Truppen unter Beteiligung französischer Einheiten ab Mitte März die Front im Norden Badens und Württembergs durch die Eroberung des Saar-Mosel-Dreiecks bis an den Rhein vorgeschoben hatten (Operation Undertone), setzte die hauptsächlich aus Kolonialtruppen reorganisierte französische 1. Armee mit ihrem II. Armeekorps am 30. und 31. März bei Speyer und Germersheim [Karte zwischen Mannheim und Karlsruhe] – eigenständig, ohne Absprache mit der US-Armee – über den Fluss.
Dieser Hauptangriff hatte Stuttgart zum Ziel – geplant war, den Amerikanern dorthin zuvorzukommen. Die zweite Stoßrichtung zielte dem Rhein entlang südwärts nach Freiburg. Am 2. April fiel Bruchsal, am 4. April Karlsruhe und am 8. April Pforzheim an die Franzosen.
Nun setzte auch die 9. Koloniale Infanteriedivision über den Fluss und verstärkte den Angriff nach Süden auf Rastatt (13. April), von Offenburg (15. April) ins Kinzigtal sowie den Rhein entlang nach Lahr (15. April).
Ein weiterer Rheinübergang zielte noch südlicher quer zum laufenden Vormarsch von West nach Ost durch den mittleren Schwarzwald: „Am 16. April überschreitet das französische I. Armeekorps bei Straßburg/Kehl den Rhein und erreicht am 17. April durch das Renchtal kommend (heute: B28), den strategischen Knotenpunkt Freudenstadt.“ Zeitgleich erreichte die 9. Koloniale Infanterie-Division den Kaiserstuhl und stand am 19. April 1945 vor Freiburg.
Die deutsche 19. Armee, die am Oberrhein verteidigt hatte, war in Folge der Angriffe in verschiedene Teile aufgespalten. Das im Süden eingesetzte XVIII. SS-Armeekorps war schon bald von Nachbarverbänden abgeschnitten und wurde von Teilen dreier französischer Divisionen weiträumig umfasst.

## Überlieferung
Zum Thema liegen zwei gedruckte Bände von Hermann Riedel, 1983, und Fred Trendle, 2003, vor (siehe Literaturangaben), die dieser Darstellung zugrunde liegen. Bekannt sind auch drei eigenständige Veröffentlichungen von Zeitzeugen, die sich im Archiv Reimer, Blumberg, befinden. Diese sind im Artikel mit eingearbeitet.

### Beteiligte Truppenverbände
Nachdem eine baldige Einschließung im Schwarzwald durch die französische Zangenbewegung abzusehen war, erhielten die deutschen Verbände den Auftrag, nach Osten in Richtung Bodensee und Bayern vorzugehen: „Armeestab A.O.K. 19 setzt sich mit allen Teilen in Richtung Allgäu ab!“ (Tagebuch General Keppler in: Riedel, 39). Der ‚Rückweg‘ wurde dem XVIII. SS-Armeekorps von den aus Freudenstadt und Waldshut kommenden französischen Truppen im Raum Blumberg abgeschnitten.
Deutsche Truppen

An den Kämpfen im Raum Blumberg beteiligt war als Teilverband der 19. Armee das XVIII. SS-Armeekorps: Zu dem mit „SS“ näher bezeichneten Korps gehörten zwei Wehrmacht-Divisionen und zwei Brigaden, deren Mannschaften sich im April 1945 aus Angehörigen der Wehrmacht und des Volkssturms zusammensetzten.

„Angaben der Bevölkerung, die von dem Durchmarsch der Divisionen berührt wurden, es handele sich um SS-Einheiten, sind unzutreffend.“

Dies wird bestätigt von einem Wehrmachtsangehörigen: Bericht Oberleutnant Dr. Robert Wagner, Waldshut:
„Mir sind keine Einheiten der SS bekannt, die in den letzten April-Tagen 1945 zum XVIII. SS-A.K. gehörten. Ich erinnere mich vielmehr nur noch, daß das SS-A.K. nur im Stabe aus SS-Offizieren und SS-Soldaten bestand, während die Truppen, die ihm zugeteilt waren, zum Heer gehörten.“ (Riedel, 85 ff.).
Nur der Korpsführer, SS-Obergruppenführer und General der Waffen-SS Georg Keppler, und sein Stabschef, Generalmajor der Waffen-SS Hansen sowie Stabsoffiziere gehörten der Waffen-SS an. Hansen wurde am 19. April 1945 durch Wehrmacht-Oberstleutnant i. G. Kurt Gerber ersetzt.
Die generelle Bezeichnung als „SS-Korps“ sollte vermutlich auf den Gegner abschreckend wirken.
„Das Korps bestand aus Sicherungs-, Zollgrenzschutz- und Festungseinheiten, Volkssturm und den Resten zusammengeschlagener Regimenter […] Es handelte sich um sogenannte Stellungs-Divisionen, die einem modern ausgerüsteten Gegner nicht gewachsen waren.“ (Riedel, 15).
Unterstellt waren dem XVIII. SS-A.K. „im April 1945“:
- Division Nr. 405
- Brigade 1005
- Brigade Baur
- 106. Infanterie-Division (ab 14. April 1945).

Bei den beiden Divisionen handelte es sich um Verbände mit dem „Kampfwert IV“. Ähnlich bei beiden Brigaden, dort auch „Panzerjäger“ – insgesamt jedoch mit relativ viel Artillerie. Beide auch „Kampfwert IV“.
Am 8. April 1945 wurden die Brigade 1005 und die Brigade Baur mit „Stab und Reste der 89. I.D.“ zur „Kampfgruppe 89. Infanterie-Division“ zusammengelegt. Kommandeur der Kampfgruppe 89. I.D. war Generalmajor Richard Bazing, die Brigaden wurden von den Obersten Hans Jurkschat und Eugen Baur geführt, Kommandeur der Artillerie war Oberst Leofried von Hertlein.
Die Kämpfe im Raum Blumberg wurden von der Kampfgruppe 89. Infanterie-Division geführt.
Französische Truppen

Die im Raum Blumberg kämpfenden französischen Einheiten zählten zur französischen 1. Armee („1re Armée française – Rhin et Danube“) unter Marschall Jean de Lattre de Tassigny.
An der Einkesselung der deutschen Kampfgruppe 89. I.D. waren beteiligt:
- 4. marokkanische Gebirgs-Division
- 1. Panzer-Division
- 9. Koloniale Infanterie-Division

In Kämpfe verwickelte Einheiten der drei französischen Divisionen werden in der Chronik vom 15. bis 27. April 1945 jeweils genauer bezeichnet.

## Deutsche Verteidigung
Ab dem Jahresanfang 1945 war an der Westwallfront die Einrichtung von Stellungen ab der Rheinlinie bis ins Hinterland zur „nachhaltigen Verteidigung“ befohlen worden, doch fehlte es trotz „fleißige[r] Arbeit und Hingabe“ an allem: „Die Fronten waren zu breit, die Kräfte zu gering, der Wechsel zu groß.“ Dazu kam „die sich verstärkende Jabotätigkeit (Jabo = Jagdbomber), die bald fast jeden Tagesverkehr auf Straßen und Bahnen lahmlegte. Die Schäden an Bahnanlagen und rollendem Material, hauptsächlich an Lokomotiven, steigerten sich.“
Nach dem französischen Rheinübergang Ende März nördlich Karlsruhe versuchte das deutsche Armeekommando die auf eine Abwehr am Rhein nach Westen ausgerichtete Verteidigung nun auf den Angriff von Norden her einzustellen. Dazu mussten die Truppeneinheiten umgruppiert werden – es wurde versucht, die ‚Restdivisionen‘ und zahlreiche stationäre Einheiten als „Kampfgruppen“ zu formieren. Diese wurden im südlichen Abschnitt vom Kaiserstuhl bis Weil am Rhein (Basel) am 14. April 1945 dem kampferfahrenen SS-Obergruppenführer und General der Waffen-SS Georg Keppler unterstellt.

### Besetzung von Freiburg
Erst nach der Neugruppierung der Armee-Truppen am 14. April 1945 und der Regelung der Unterstellungsverhältnisse konnte General Keppler eine eigenständige Planung ausführen. Nach dem zweiten Rheinübergang der Franzosen bei Straßburg/Kehl am 16. April gelang es deutschen Einheiten, den Angriff nach Süden vor Lahr bis zum 18. April aufzuhalten. Ohne Illusionen über die Kräfteverhältnisse hatte Keppler jedoch schon am 16. April reagiert:

„Angesichts dieser drohenden Gefahr und des Mangels an Einsatzkräften wird Freiburg auf meinen Befehl und auf meine Verantwortung entgegen dem wiederholten ausdrücklichen ‚Führerbefehl‘ als ‚Fester Platz‘ aufgegeben, die dafür bestimmten Verteidigungskräfte (2 Bataillone) werden herausgezogen […] Damit wird die Stadt Freiburg gleichzeitig vor der befürchteten Zerstörung bewahrt und soweit möglich überhaupt von allen weiteren Kampfhandlungen ferngehalten.“

Schon kurz darauf erfährt Keppler „von der Armee […], daß wegen Aufgabe des Festen Platzes Freiburg das Fliegende Sonder-Standgericht Hitlers gegen mich unterwegs sei, jedoch wegen der inzwischen erfolgten fast völligen Einkesselung des Korps wohl nicht mehr durchgekommen sei. Ich gab trotzdem vorsichtshalber Befehl, dieses Sonderstandgericht sofort festzunehmen, falls es irgendwo auftauchen sollte und mir vorzuführen. Dieser mein Befehl löste allgemeine Freude und Befriedigung aus, vor allem im Korpsstab, wo die Nachricht helle Empörung ausgelöst hatte. Ich bin auch fest entschlossen, den Kampf den örtlichen Notwendigkeiten entsprechend zu führen und nicht nach irrsinnigen Befehlen vom grünen Tisch des Führerhauptquartiers aus, und dies um so mehr, nachdem ich nun nach dem Absetzen der Armee allein auf mich selbst angewiesen bin.“

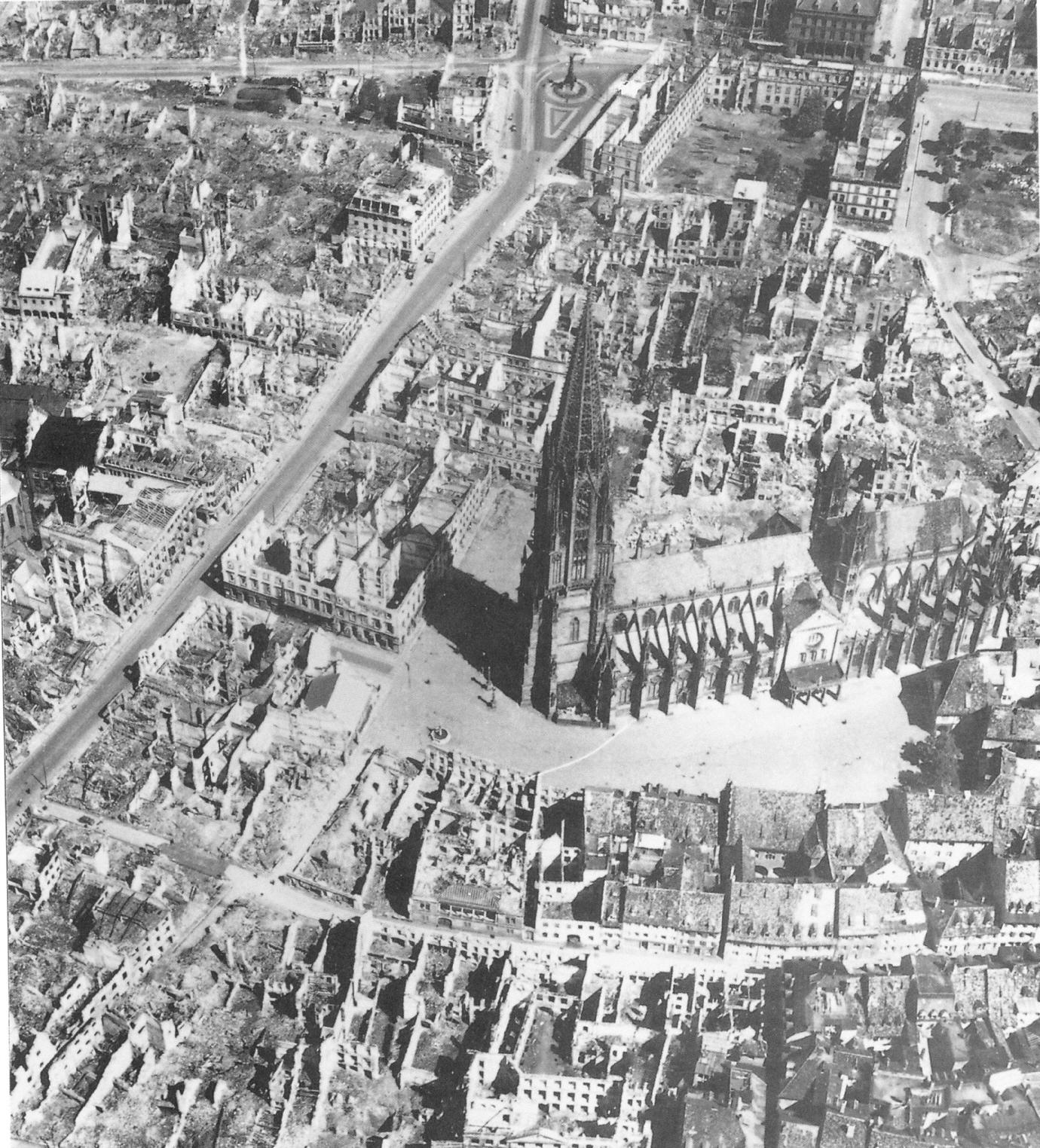
Luftbild der zerbombten Innenstadt von Freiburg nach dem Luftangriff im November 1944. Das Münster blieb weitgehend verschont

Kurz zuvor waren noch Truppen zur Verteidigung der Stadt herangezogen worden:
„Am 19. 4. 1945 erhielt ich den Befehl, mit diesem Bataillon [des Grenzregiments 8] an den Nordrand der Stadt Freiburg zu marschieren, um die Stadt Freiburg zu verteidigen. Unterstellt wurde ich dem Bataillon des Stadtkommandanten Gen. Major Bader.“ Am 20. April richtete sich die Truppe in Freiburg-Nord ein, eine noch vorgeschobene Kompanie geriet jedoch offensichtlich schon in Gundelfingen in Gefangenschaft oder hatte sich bereits abgesetzt. Ein völlig unorganisierter Rückzug setzte ein über die Zähringer Burg über St. Peter […] auf Donaueschingen zu.
Am 21. April befand sich der Regimentsstand einer Kampfgruppe des Grenadier-Regiments 7 noch „in der Karthäuserstraße 137.“ Entfernt waren schon „Marokkaner in den Straßen“ zu sehen. Ein Offizier schrieb später: „Wir hatten offenbar Befehl bekommen, uns auf die Schwarzwald-Randstellung zurückzuziehen.“
Ein in der Nacht vom 21. zum 22. April an den Westrand von Freiburg („Südende des Flugplatzes Freiburg“) befohlenes Volkssturm-Batl. 1/41 „Markgraf“ geriet in „Artilleriefeuer, Flugzeugbeschuß, Panzerdurchbruch“, geriet teils in Gefangenschaft oder brach „in der Nacht bei strömendem Regen“ aus.
Präzise Angaben in französischen Truppentagebüchern:
Nachdem die 9. Koloniale Infanteriedivision am Tagesende des 19. April im Vorfeld von Freiburg angekommen war, ist unter dem Datum 21. April vermerkt: „Die Gruppe Petit (der 3. Kampfgruppe) ist um 14 Uhr durch die nördlichen Vororte in Freiburg eingezogen, die Gruppe Lepinay (der 3. Kampfgruppe) zieht um 21 Uhr von Westen ebenfalls ein: um 22 Uhr ist Freiburg total besetzt. (3. Kampfgruppe mit I. und II. Bataillon des 6. Kolon. Infanterieregiments); die Brücken wurden unversehrt genommen.“

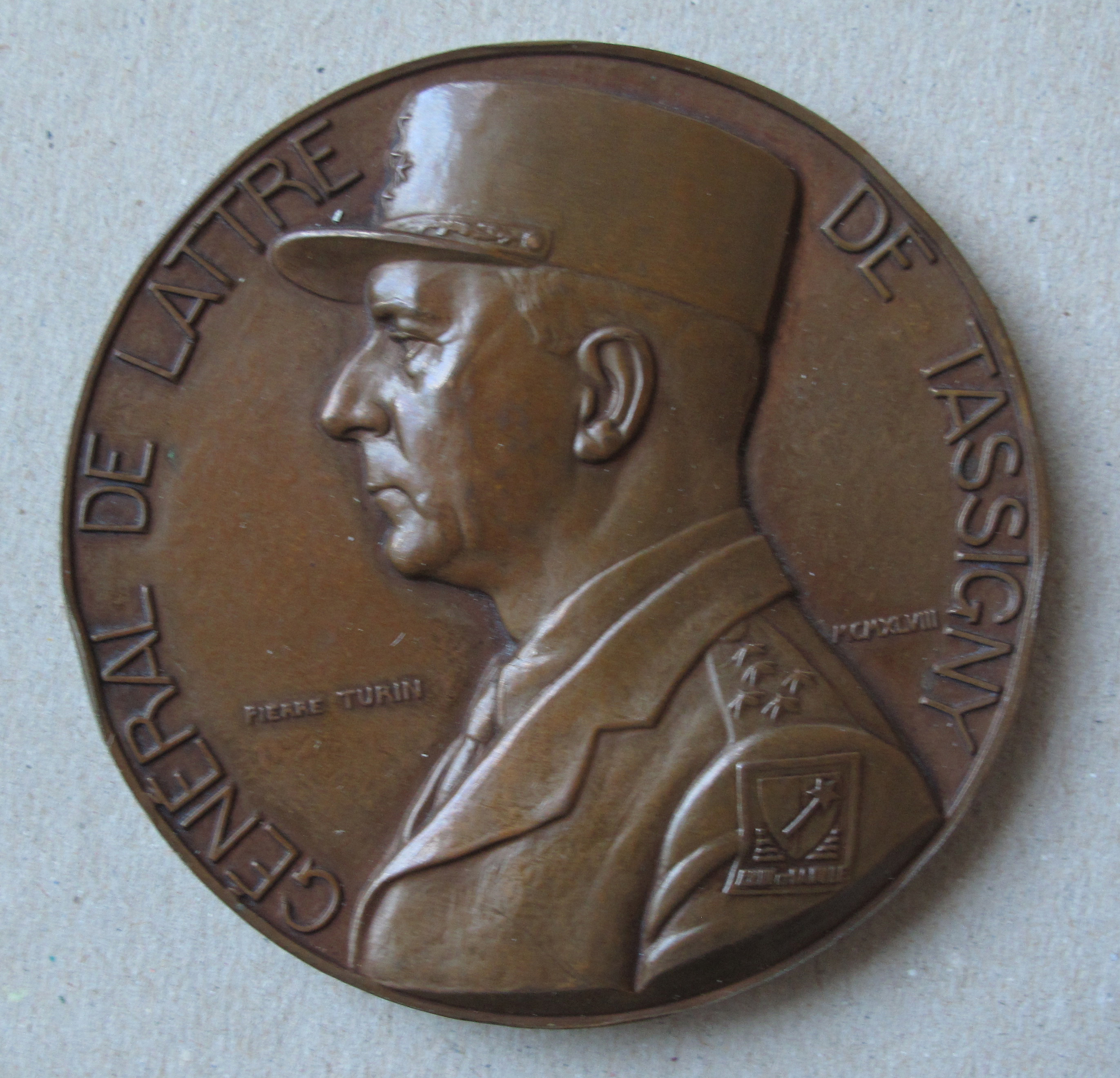
Gedenkmedaille zur Rheinüberquerung 1945, General de Lattre

Die Aufhebung einer Verteidigung von Freiburg bestätigt indirekt der französische Armeebefehlshaber Jean de Lattre de Tassigny in seinem Buch mit Datum 21. April 1945: „Um 14 Uhr dringen Panzer des 2. afrik. Jäger-Rgts. und Kolonialsoldaten in die nördlichen Vororte von Freiburg ein. Um 21 Uhr kommt von Westen her eine weitere Gruppierung derselben Einheit hinzu. Die Stadt ergibt sich fast kampflos.“
In der Planung des französischen Kommandierenden war nun eine Zangenbewegung angesetzt: Nördlich war Freudenstadt als „strategischer Knotenpunkt“ am 18. April gefallen und zum Ausgangspunkt von Vorstößen in drei Richtungen geworden. In der Rheinebene war Freiburg am 21. April 1945 gewonnen.
Von Freudenstadt aus wurde ein Keil nach Süden getrieben – über Villingen und Donaueschingen war er zu diesem Zeitpunkt bereits bis Behla vorgedrungen, wurde dort aber am 22. April von einer starken deutschen Abwehr gestoppt.

### Rückzug in den Schwarzwald
Die aus dem Raum Freiburg seit dem 20. April 1945 in den Südschwarzwald ausweichenden deutschen Einheiten – zusammengefasst zum „XVIII. SS-Armeekorps“ – konnten relativ unbehindert den Schwarzwald von West nach Ost durchqueren. Keppler wollte versuchen, die Einheiten nach Osten Richtung Bodensee durchzubringen. Er verhinderte durch umsichtiges Vorgehen in der Raumschaft Zerstörungen (z. B. einer Talsperre) und unterband sinnlose Aktionen von Gauleitern, lokalen Parteiführern oder Werwolf-Gruppen.

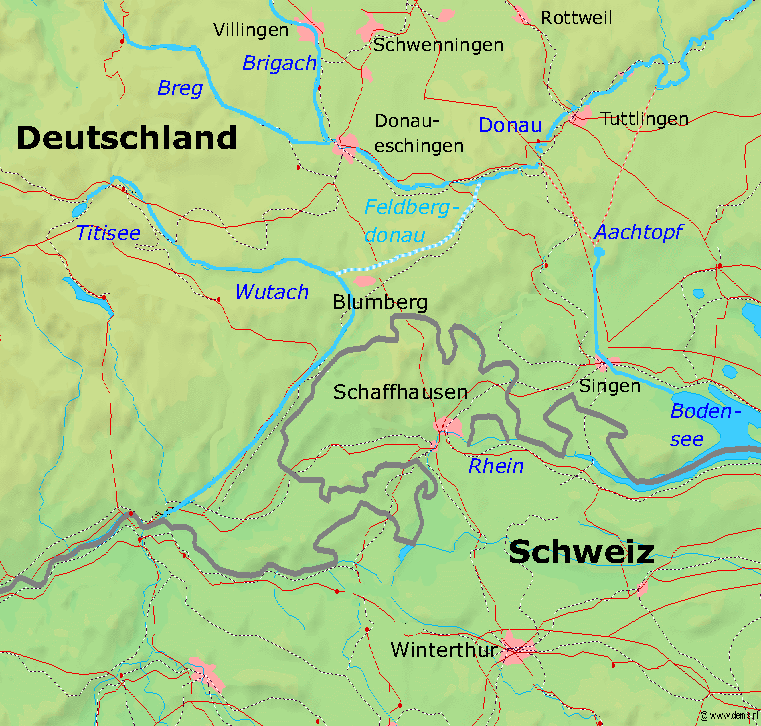
Karte zum Anmarsch des Korps aus Westen zwischen Breg und Wutach, Durchbruchsversuche zwischen Donaueschingen und dem Raum Blumberg

Das zurückgehende Korps war nach dem schnellen Vorstoß französischer Panzereinheiten über Freudenstadt–Villingen bis zur Schweizer Grenze bei Blumberg am 23. April zwar geographisch schon abgeriegelt, doch begann zu diesem Zeitpunkt erst die südliche ‚Zangenbewegung‘ entlang des Hochrheins durch das Tal der Wutach in den Raum Blumberg. Die französische 3. Kampfgruppe befand sich am Abend des 23. April noch weit vom Ziel entfernt bei Lörrach.
Lattre de Tassigny schrieb, er habe ursprünglich keinen Vorstoß entlang des Hochrheins vorgesehen, doch „(gaben) im Verlauf der freundschaftlichen Besuche, welche die Offiziere der Schweizer Armee meinem Befehlsstand regelmäßig abstatteten, […] diese ihrem Wunsch Ausdruck, daß unsere Truppen so bald wie möglich zum Rhein, zwischen Basel und Schaffhausen erscheinen möchten, um der Unantastbarkeit ihrer Grenze eine größere Garantie zu gewähren.“ De Tassigny befahl am 21. April einen Vorstoß von Basel entlang dem Rhein über Waldshut bis zur Schweizer Grenze bei Epfenhofen.

## Chronik 15. bis 22. April 1945
Nach dem Rheinübergang der französischen 1. Armee Ende März 1945 war der Westwall von Norden her aufgerollt worden. Dadurch wurde die nach Westen ausgerichtete „Schwarzwaldrandstellung und ihre Besetzung illusorisch“. Da Amerikaner und Franzosen bereits nordöstlich um den Schwarzwald vorgingen, notierte General Keppler am 15. April: „Die Einkesselung des XVIII. SS-A.K. beginnt.“ Durch das Übersetzen bei Straßburg/Kehl über den Rhein am 16. April wurden die französischen Angriffsoperationen noch zusätzlich beschleunigt.
17. April: Die Truppen, die Freiburg verteidigen sollten, wurden bereits in den Schwarzwald abgezogen; in seinem Befehlsstand Waldkirch bereitete Keppler den weiteren Rückzug vor.
Der französische Tempovorstoß nach dem Rheinübergang am Vortag erreichte am 17. April bereits Freudenstadt – hier begingen französische Soldaten zahlreiche Gewalttaten, Brandschatzungen und Plünderungen und vergewaltigten hunderte Frauen. Ihren Offizieren gelang es erst nach zwei Tagen sie zu disziplinieren. Der geplante weitere Vormarsch in drei verschiedene Richtungen wurde dadurch verzögert und begann am 19. April 1945.
20. April: In der Raumschaft Rottweil–Villingen–Donaueschingen–Blumberg wurde in allen Ortschaften der Volkssturm mobilisiert. In der Bürgerschaft gab es Widerwillen und Verweigerung; es kam zu Auseinandersetzungen mit NS-Funktionären und „Bonzen“. Militärtrupps zogen ab, Bewaffnete wurden formiert (auch Hitlerjugend), andere Einheiten trafen neu ein und belegten Positionen oder vorbereitete Stellungen.

„Der Blumberger Volkssturm-Bataillonsführer und Bürgermeister, Theo Schmid, scheitert in seinen Bemühungen, den Volkssturm vollständig antreten zu lassen. Ein guter Teil der aufgelisteten Männer leistet dem Aufruf keine Folge. […] Die örtlichen Industriebetriebe erhalten von Schmid die Anweisung, Vorbereitungen zum Vernichten der Produktionsmittel zu treffen. Bald darauf erfolgt die Sprengung der Eingänge der Doggererzbergwerke. […] Schmid (bezieht) seinen Gefechtsstand auf dem Lindenbühl.“

Rottweil fiel am 20. April in französische Hand, die Abendnachricht im Schweizer Radio Beromünster löste im weiten Umfeld Überraschung und Entsetzen aus, da die Bevölkerung bis dahin über die Lage fehlinformiert war.
21. April 1945

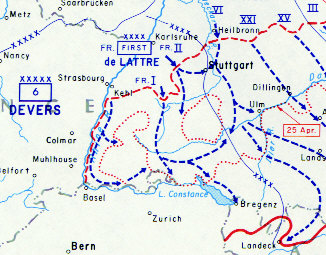
Operationen der 1. französischen Armee (15. Apr. – 8. Mai 1945)

Keppler wurde noch im Befehlsstand Waldkirch bekannt, dass bereits ein Vorstoß über Donaueschingen bis an die Schweizer Grenze bei Blumberg erfolgte. Er gab nun den Befehl, sämtliche Kräfte seines Armeekorps aus der Rheinebene in den Schwarzwald zurückzuziehen – „mit ausdrücklichem Verbot zur Sprengung von Kunstbauten und sonstigen Zerstörungen im Korpsabschnitt. Alles wieder entgegen den ausdrücklichen ‚Führerbefehlen‘.“
Bei der Einheit, die am 21. April über Blumberg in Richtung Schweizer Grenze vorstieß, handelte es sich um die Gruppe Lebel der 1. französischen Panzerdivision: „Die Gruppe erreicht Donaueschingen um 12 Uhr, nimmt die unversehrte Brücke über die Donau und dringt weiter vor in Richtung Schweizer Grenze. In Hüfingen stößt man auf geringen Widerstand, aber die Gruppe wird ernstlich gestoppt südlich von Behla, wo eine Patrouille des 1. alger. Spahi-Aufklärungs-Regiments völlig aufgerieben wird.“
Offensichtlich wurde die französische Einheit vom Widerstand auf der Straße von Behla nach Blumberg überrascht. Auf der nördlichen Seite der Behlaer Höhe befanden sich „Zollgrenzschutz und Wehrmacht in Abwehrstellung. Die südliche Seite (Riedböhringer Wald) verteidigt der Blumberger Volkssturm. […] Das Kommando ist Major Bosch (Wehrmacht) anvertraut, der in einem Bergwerksstollen bei Blumberg seinen Gefechtsstand eingerichtet hat.“ (Trendle, 29).
Die durchgefahrene französische Panzerspitze geriet ins Feuer der Verteidiger: „Binnen weniger Minuten liegen fünf Feindpanzer als rauchende Wracks vor der deutschen Stellung.“ Die Franzosen wagten einen Frontalangriff: „Auch diese dilettantisch angesetzte Attacke erweist sich als ein Fiasko. […] Die Franzosen ziehen sich zuerst nach Behla und dann Richtung Hüfingen zurück.“ (Trendle, 30).
22. April 1945

„Bereits kurz nach der Morgendämmerung rücken aus Richtung Hüfingen erneut französische Panzerverbände und Lastkraftwagen mit aufgesessener Infanterie an.“ Panzer belegten den Abwehrriegel im Direktbeschuss, Artillerie feuerte von Hüfingen her und am „Mittag greifen Jagdbomber wiederholt die Behlaer Höhe an. […] Als die Abenddämmerung einsetzt sind die Franzosen keinen Schritt weitergekommen.“ Die Truppen quartierten sich in Behla ein. Major Bosch „erteilt gegen Mitternacht den Befehl zum Rückzug in Richtung Riedböhringen […] zwischen dem Eich- und Steinberg beim Panzergraben am Nordwerk.“ Die Verluste betrugen fünf Mann, die „am Ort ihres Todes“ beerdigt wurden. (Trendle, 46).
Die französischen Truppen verharrten am Sonntag, den 22. April, abgesehen von kurzen Vorstößen ins Umfeld in Behla und nahmen lediglich die Anhöhe und südlich liegende Ortschaften unter Dauerfeuer: „Nach ihrem Mißerfolg südlich von Behla verstärkt die Gruppe Lebel ihre Patrouillen, um festzustellen, wie es mit dem deutschen Widerstand aussieht, und bereitete für den Morgen des 23. einen Infanterie-Angriff vor.“ (Tagebuch 1. Pz-Div in: Riedel, 133).
Einer der Vorstöße erfolgte am 22. April zum nahegelegenen Fürstenberg: In den frühen Nachmittagsstunden rückten stärkere feindliche Kräfte, von Panzern unterstützt, gegen das Dorf vor. Sie besetzten es gegen 15 Uhr. Dabei kam es zu kurzen Kämpfen, bei denen drei Verteidiger fielen.
Ein gleichzeitiger französischer Vorstoß von Döggingen her nach Mundelfingen wurde von einem Flak-Trupp unter Abschuss von Panzerspähwagen abgewehrt, danach setzte Artilleriebeschuss ein. „Es sah wüst aus. […] Etwa um 5 [17] Uhr wiederholte sich dieselbe Szene: bei der zweiten Annäherung hatte wieder die Flak geschossen, die Folge war ein zweites Bombardement.“ Beim dritten Angriff um 19 Uhr unter Umgehung der Abwehrstellungen, „ergab sich die Flak: Mundelfingen war gerettet.“
„Riedböhringen wurde ab 15.30 Uhr beschossen, nachts Truppendurchfahrt und Kämpfe mit der zwischen Eichberg und Steinberg verschanzten deutschen Linie“. (Riedel, 336).
Neben den Vorstößen auf die nahe Behla gelegenen Ortschaften wurden die weiter entfernten Dörfer bereits in der Nacht vom 21./22. April und dann von Sonntagmorgen bis Montag beschossen:
„Sonntagabend, 22. 4. von 9.30 [21.30] Uhr an bis Montag, 23. 4. 6 Uhr früh (nur 1–2 Stunden um Mitternacht länger anhaltende Pause) starkes Sperrfeuer auf dem Fluchtweg nach Fützen und starkes Artilleriefeuer auf Achdorf.“
Ebenfalls „Sonntagabend, 22. 4., die ersten Granaten auf Blumberg. […] Die Leute waren im Keller.“
Am Sonntag bereits vereinzelter Beschuss auf Zollhaus-Blumberg (deutsch besetzt), der sich in der Nacht auf Montag steigerte.
Auch in Fützen begann der Beschuss am Sonntagabend, ebenfalls auf Randendorf.
General Keppler vermerkte an diesem Tag (22. April): „Zurücknahme der Verteidigungskräfte vom Rhein […] planmäßig, […] Einzige Möglichkeit: Durchbruch nach Osten, solange die dort vorgehenden französischen Kräfte noch nicht zu stark sind.“ (Riedel, 56). Er beorderte Kommandeure und Führungsoffiziere für den nächsten Tag, den 23. April 1945, in sein Stabsquartier nach Hammereisenbach.
Die Kämpfe um Behla und dann auch um Zollhaus und Randen wurden nicht vom XVIII. SS-A.K. geführt, sondern von in der Raumschaft stationierten Einheiten und örtlichem Volkssturm.

## Erste Kämpfe im Raum Blumberg
„Blumberg war bis zur Besetzung durch die Franzosen fast ganz vom Krieg verschont geblieben. Nur einmal haben Tiefflieger im Walde zwischen Blumberg und Riedböhringen einen Personenzug angegriffen, wobei es drei Tote gab.“
Am 20. April 1945 brachte „der Schweizer Sender“ abends die Nachricht, „die Franzosen seien in Rottweil. In der selben Nacht wurde zweimal der ,Volkssturm‘ alarmiert.“

### Französischer Vorstoß zur Schweizer Grenze
Der Vorstoß am Oberrhein, der am 21. April zur Besetzung von Freiburg geführt hatte, schien für die dortige 3. Kampfgruppe der 9. Kol. Infanterie-Division beendet, da sie in die 4. marokk. Gebirgs-Division eingegliedert, d. h. nach Norden verlegt werden sollte. Mit Überraschung wurde jedoch (am 23. April) festgestellt, dass sie diesem Befehl nicht nachkam, sondern auf Lörrach zu marschierte. Erst im Nachhinein stellte sich heraus, dass General de Lattre kurzfristig auf Bitte der Schweiz hin den Plan änderte, um bewaffnete deutsche Übergriffe auf schweizerisches Territorium durch einen Vorstoß entlang des Hochrheins zu unterbinden. Erkannt wurde dabei auch, dass dies die Möglichkeit böte, auf der Linie Waldshut–Stühlingen oberhalb Schaffhausens sich mit den bei Blumberg vorstoßenden Truppen zur Einschließung des XVIII. SS-A.K. zu vereinigen. (Jean de Lattre de Tassigny: Rhin et Danube. In: Riedel, 165 f.).
23. April 1945

Nach dem Beschuss von der Behlaer Höhe aus drang eine Panzereinheit am Montagmorgen, den 23. April, bis zum Bahnübergang Zollhaus vor und lieferte den dortigen deutschen Truppen ein Feuergefecht, bis sich diese gegen 16 Uhr zurückzogen. Der Angriff wurde nach Randendorf fortgesetzt und am Abend war es den Franzosen gelungen, die Schweizer Grenze oberhalb Epfenhofen zu erreichen. Gleichzeitig erfolgte aus dem Raum Donaueschingen über Behla ein massiver Angriff der Franzosen über Mundelfingen nach Achdorf.
Zusammenfassend: „Die Gruppe Lebel greift Riedböhringen und Achdorf an, die sie beide am frühen Morgen einnimmt, stößt weiter vor und schlägt am Nachmittag den Widerstand von Zollhaus nieder; sie wird gegen 18 Uhr der 5. Panzer-Division zur Verfügung gestellt.“ (Tagebuch 1. Pz-Div. in Riedel, 134 f.).
Dieser Vorstoß der Gruppe Lebel an diesem Montag wird aus verschiedenen Orten beschrieben:
Der südwestliche Vorstoß über Mundelfingen nach Achdorf auf die Wutachtalstraße – die schon seit der Vorwoche ununterbrochen von deutschen Truppen in Richtung Fützen benutzt wurde – begann nach dem Artilleriebeschuss in der Nacht von Sonntag auf Montag am 23. April, 9 Uhr morgens, mit der Besetzung des wutachaufwärts gelegenen Aselfingen. „Weiße Fahnen auf Schulhaus […] Gefangennahme der deutschen Posten in Richtung Wutachmühle“. Aus Achdorf heraus sicherte die deutsche Nachhut Richtung Fützen. Achdorf wurde gegen 11 Uhr besetzt: „Plünderungen, Jagd auf Kleinvieh, große Schmausereien der Franzosen in allen Häusern, […] Ablieferung der Photoapparate, Radios, Landkarten.“ Auch am nächsten Tag: „Großer Übermut und Willkür, Belästigungen von Frauen können aber abgewehrt werden. […] Abends ca. 6 Uhr verschwindet der ganze Spuk wieder. […] Offenbar erhält man Kunde vom Anmarsch größerer deutscher Truppenkontingente. Die Bevölkerung in großer Angst vor dem Terror der Zivilarbeiter.“ (Bericht Pfarrer Franz Beugel, Achdorf. In: Riedel, 361 f.). Diese Aktion ins Wutachtal war offensichtlich als Flankenschutz des Vorstoßes zur Grenze unternommen:
Riedböhringen wurde am frühen Morgen [des 23. April] besetzt. In Richtung Zollhaus rückten Panzereinheiten nach „und greifen die deutschen Stellungen zwischen dem Eich- und Steinberg am Nordwerk an. Die Verteidiger leisten kurze und heftige Abwehr, müssen sich jedoch in Anbetracht der Überlegenheit des Gegners ergeben.“ (Trendle, 63). Ab 12:30 Uhr trafen Panzer entlang der Straße (die heutige B 27) vor Zollhaus-Blumberg ein: „Die im Ortsteil liegenden deutschen Soldaten hatten sich allenthalben an den Häuserecken postiert. Es entwickelte sich ein heftiges Feuergefecht, an dem Panzer, Artillerie und vor allem auch Handfeuerwaffen beteiligt waren und das bis etwa 16 Uhr andauerte.“
Nach einem mit Panzern kombinierten Infanterieangriff gab die deutsche Kampfgruppe (Zollgrenzschutz, Wehrmacht und Volkssturm) gegen 16 Uhr Zollhaus auf und zog sich in Richtung Randen zurück. (Trendle, 63). Die Franzosen rückten in die Ortschaft ein und fuhren bald darauf Richtung Randendorf.
Eine andere Abteilung besetzte westlich abzweigend Blumberg:
Am Montag (23. 4.), „gegen ½ 3 Uhr drangen die feindlichen Kampftruppen in den Ort ein. Zwei Personen wurden schwer verletzt, wo durch die Haustüre geschossen wurde, weil sie nicht sofort geöffnet worden war. […] Auch Vergewaltigungen sind vorgekommen. Über die Zahl kann bei der eigenartigen Zusammensetzung Blumbergs nichts angegeben werden. […] Am Mittwochabend (25. 4.) zogen sich die Franzosen wieder zurück bis Zollhaus.“
Die aus Zollhaus zurückgehenden Deutschen lagerten kurz in Randen, zogen sich jedoch noch weiter zurück. Aus Riedöschingen traf ein französischer Trupp im Dorf ein und gegen 17 Uhr „marschierte auch eine Panzereinheit von Zollhaus kommend in Randen ein. Das ganze Dorf konnte ohne Widerstand besetzt werden. […] Eine französische Einheit in etwa Kompaniestärke verblieb in Randen, währendem weitere Truppen in Richtung Kommingen, Neuhaus und Nordhalden vorrückten.“
Danach fühlten Einheiten bis zur Schweizer Grenze vor und damit war abends die Einkesselung „der am Oberrhein stehenden deutschen Kampfverbände vollzogen.“ Doch blieb die Umfassung – der Durchstich zur Grenze – in diesem Abschnitt offensichtlich nur schwach besetzt. Die französische Truppen-Gruppierung, die „alle westöstlichen verlaufenden Straßen abriegeln (soll) im Gebiet, das nördlich durch den Lauf der Donau und südlich durch die Schweizer Grenze begrenzt ist“, war gegliedert in das 4. marokk. Spahi-Regiment (Turnier), „das III. Bataillon des 6. marokk. Schützenregiments [Hüfingen–Behla], die 8. Dragoner [Panzer], das I. Bataillon des 64. alger. Artillerie-Regiments und eine Abteilung Pioniere.“ (Tagebuch der 9. Kolon. Inf.-Div., 24. April. In: Riedel, 127).
Schwächung des Riegels zur Grenze

Obwohl die Bedeutung des Vorgangs im Tagebuch der 1. Panzer-Division formuliert wurde: „Die letzte Rückzugslinie im Osten des Schwarzwalds ist dem Feind abgeschnitten“, wurde vermerkt: „Der Kommandierende General des 1. Armeekorps nimmt alsdann das 4. marokk. Spahi-Regiment und die 8. Dragoner von Colonel Lebel und stellt sie an Ort und Stelle der 4. marokk. Gebirgs-Division zur Verfügung, die den Auftrag hat, alle Zufahrtsstraßen aus dem östlichen Schwarzwald […] abzuriegeln. Die verbleibende Gruppe Lebel stößt in östlicher Richtung gegen Konstanz vor.“ (Tagebuch 1. Pz-Div., 23. April. In: Riedel, 152).
Vermutlich in Unkenntnis der Lage wurde von der französischen Armeeführung die Hälfte der von Behla bis zur Schweizer Grenze positionierten Einheiten abgezogen (und die Unterstellung geändert, ein Vorgang, der vorerst die Handlungsfähigkeit blockierte), sodass der entscheidende Teil des Riegels nur relativ schwach besetzt blieb. Der ursprüngliche Auftrag der Gruppe Lebel hieß Vorstoß ‚Richtung Konstanz‘ und dies wurde nicht geändert.
Erst am Folgetag, dem 24. April, nimmt das Tagebuch der 4. marokk. Gebirgs-Division die neue Aufgabe der Abriegelung bis zur Schweizer Grenze wahr, doch hatte die Führung nach den Angaben am 25. April – als der deutsche Angriff auf Behla offensichtlich überraschte – einen Teil der ihr neu unterstellten Truppen wieder bis Behla zurückgezogen. (Tagebuch 4. marokk. Geb-Div. In: Riedel, 126 f.).
So wunderte sich einer der Berichterstatter in Randendorf, dass am 24. April früh „die Franzosen zur Abfahrt (rüsteten) – und wir freuten uns schon darüber, dass alles so glimpflich abgelaufen war. Doch wir freuten uns zu früh. Um 9 Uhr kam ein Befehl an die Truppe und [nur] die Kampftruppe blieb.“ Damit war Randen jedoch nur noch schwach besetzt.
In seinen Erinnerungen beschreibt General de Lattre als eine Folge des schnellen Vormarsches: „Im Verlaufe des 22. und 23. 4. kann die 4. marokk. Gebirgs-Div. im Schwarzwald ihre Gefechtsgliederung nur verstärken; diese war stark auseinandergerissen und noch weiter gegen Süden verlängert durch die Aktion der Gruppe Lebel [die einer anderen Division, der 1. Pz-Div, unterstand], der es gelungen war, den Korridor, vor dem sie am Abend des 21. 4. stoppen mußte, zu durchbrechen und somit die Schweizer Grenze zu erreichen.“ Den Stopp durch die deutsche Panzerabwehr auf der Behlaer Höhe nennt de Lattre als in „einer festen, gut gewählten Stellung“, sie habe „jeden Vormarsch trotz mehrerer Versuche der Überflügelung vereitelt.“
„Erst nachdem man die nötigen Mittel, namentlich an Artillerie, zusammengebracht hatte, um einen geregelten Angriff zu bilden, gelang es Lebel, zuerst die Linie Döggingen–Fürstenberg, dann den äußersten Widerstand in Zollhaus zu brechen.“
Die damit bewirkte „Verlängerung des Verteidigungsgürtels bis zur Grenze“ habe Colonel Lebel veranlasst, „die 4. Spahis (Colonel Lt. Turnier) und die 8. Dragoner (Commandant Bonichon)“ zurückzulassen: „Mit dem Rest seiner Gruppierung zweigt er sofort – am Abend ist er in Riedheim – gegen Osten, Richtung Konstanz ab.“
Dies änderte jedoch nichts an der Tatsache, dass diese ‚Truppenabgabe‘ an eine andere Division eine Handlungsverzögerung bewirkte und zudem die Linie an dieser ‚Nahtstelle‘ zur Schweiz schwächer besetzt blieb. De Lattre gesteht ein: „Nichts oder fast nichts gibt uns Auskunft über die Vorbereitungen, die das XVIII. SS-Korps unternimmt.“ (Zitate: De Lattre: Rhin et Danube. In: Riedel, 167 f.).

## Ankunft des XVIII. SS-Armeekorps
In der Nacht vom 21. auf den 22. April hatte Keppler das Korps aus der Rheinebene in den Schwarzwald zurückgenommen, der Stab verlegte von Waldkirch nach St. Trudpert und schon am Morgen des 23. April nach Hammereisenbach. Der Kommandeur war über den Vorstoß der Amerikaner und Franzosen im Nordschwarzwald Richtung Stuttgart und nach Freudenstadt informiert – noch in Waldkirch (21. April) war ihm der Einschluss östlich des Schwarzwaldes klar:

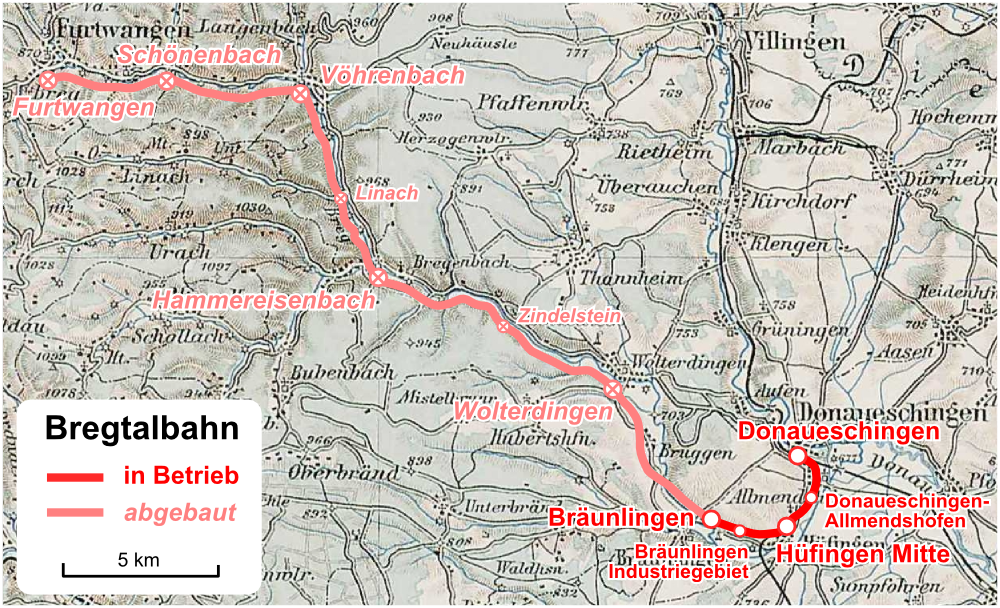
Lage von Hammereisenbach an der damaligen Bahnlinie

„Als sich immer mehr abzeichnete, daß französische Truppen östlich des Schwarzwaldes von Freudenstadt und […] die [Hoch-]Rheinebene aufwärts vordrangen, um das XVIII. SS-A.K. einzuschließen, berief der Kommandierende General Keppler die Divisions- und Brigadekommandeure zu einer Besprechung der militärischen Lage und die zu treffenden Gegenmaßnahmen am Montag, dem 23. April 1945, nach Hammereisenbach ein.“ (Riedel, 62 f.).

### Kommandeurstreffen
„[… Es] wurde der Beschluß gefaßt, den feindlichen Ring an drei Stellen in einem Nachtangriff nach Süden zu durchbrechen, um den Anschluß an die im Allgäu operierenden Armeen zu erreichen.“
- Im Norden im Raum Immendingen/Zimmern
- In der Mitte bei Geisingen
- Im Süden über Behla – Wutachtal – Leipferdingen

Die Angriffe sollten am 24. April am Abend beginnen; im Zivilbereich wurden die [NS-]Kreisleiter des Korpsbereiches von Keppler angewiesen, „alle Kampfhandlungen oder Zerstörungen ihrerseits oder seitens des Werwolfes zu unterlassen bzw. mit allen Mitteln zu unterbinden. Keine Zweifel hat General Keppler daran gelassen, daß er bei Zuwiderhandlungen die Verantwortlichen unverzüglich vor ein Standgericht bringen werde.“ (Riedel, 63).
„Da die im Raum Furtwangen-Hammereisenbach versammelte Truppenteile etwa 20.000 Mann betragen haben […], darf man davon ausgehen, daß jede [Angriffs-]Gruppe etwa 6.000 bis 7.000 Soldaten umfasste. Also auch die Truppenstärke in Achdorf und Umgebung etwa 6.000 bis 7.000 Mann betragen hatte.“
Am Abend des 23. April wurden die Gruppen noch von drei auf zwei reduziert: „Nördliche Durchbruchsgruppe unter Führung von Generalleutnant Seeger mit Angriffsbeginn 14. 4. um 19 Uhr. Südliche Durchbruchsgruppe unter Generalmajor Bazing. Antreten 24. 4. ab Eisenbach um 18:45 Uhr. Angriffsbeginn um 21 Uhr. Korpsstab bei Südgruppe.“ (Georg Keppler, Tagebuch. In: Riedel, 64).
24. April 1945

Während sich die Franzosen an diesem Tag im Raum Blumberg umgruppierten, in besetzten Ortschaften ‚umtaten‘ oder Stellungen ausbauten, befanden sich die deutschen Durchbruchsgruppen im Anmarsch. Bekannt ist deutscherseits auch, dass sich mittlerweile eine schnelle, gepanzerte Kampfgruppe der Hochrheinstraße entlang bewegt:
Diese 3. Kampfgruppe, die der 1. Panzer-Division angehörte und am 22. April noch Freiburg besetzt hielt, am 23. dort die Umgebung „säuberte“, wurde am 24. April der 4. marokk. Gebirgs-Div. eingegliedert, die auch für die ‚Blumberg-Linie‘ verantwortlich war. Infolge der plötzlichen Umdisponierung durch de Lattre sind alle drei französischen Divisionen über die Zuordnung der Einheit irritiert – die 9. Kolon. Infanterie-Division schreibt zum 24. April: „Die 3. Kampfgruppe kommt von Freiburg herab, zieht durch Kandern, überholt das 23. Kolon. Infanterie-Regiment in Lörrach; […] erreicht Wieslet und Fahrnau; stoppt bei Tagesende in Wehr.“ (Riedel, 152). Die Gruppe fuhr ungeachtet einer übergeordneten Führung voran.
Im Raum Blumberg ordneten die Franzosen ihre Truppen, ohne die herannahende Gefahr zu ahnen.
Keppler, Tagebuch: „Versammlung der beiden Durchbruchsgruppen erfolgt in den Nachmittagsstunden reibungslos. Feindliche Lufttätigkeit verschwindend gering. Angriffsbeginn erfolgt bei beiden Durchbruchsgruppen planmäßig zu den befohlenen Zeiten und voller Hoffnung. Feindwiderstand nur gering.“ (Riedel, 65).
Die 9. Kolon. Inf.-Div. beschreibt den Vorgang: „In der Nacht vom 24. auf den 25. 4. bricht der Feind, unterstützt von Panzern, mit voller Macht aus dem Schwarzwald hervor. Drei Kolonnen mit je mehreren Tausend Soldaten, Artillerie und Fahrzeugen aller Gattungen greifen unsere Stützpunkte in Marbach und Klengen an, überfluten sie und stoßen gegen Osten vor, wobei sie sich unterwegs Bad Dürrheims bemächtigen […] Während die Nordkolonne ihren Weg zur Donau bei Immendingen fortsetzt, stößt die Südkolonne, die auf der Achse Bad Dürrheim–Aasen–Geisingen vordringt, in Aasen auf das I. Bataillon des 1. marokk. Schützen-Regiments, das im Dorf solide verschanzt ist und allen Angriffen energischen Widerstand leistet. […] Eine dritte Kolonne greift Behla an.“ (Tagebuch, in: Riedel, 127).

### Kampf um Behla
Als Vorausabteilung sicherte das deutsche „II. AWS (Jäg. Ersatzbataillon 56) in der Nacht die Orte Bräunlingen, Döggingen und Mundelfingen für den Durchzug I. und II. Btl. AWS zum Angriff auf Behla.“
In der Annahme einer relativ schwachen französischen Sicherung im Ort begann am Abend des 24. April eine deutsche Kampfgruppe mit einem „Feuerschlag“ auf Behla, der jedoch von zahlreichen Panzern beantwortet wurde, so dass der Angriff mit einer „Anzahl Verwundeter und auch Toter“ eingestellt werden musste. (Major R. Altstadt in: Riedel, 70 f).
„Der Widerstand im brennenden Behla verstärkt sich, so daß weitere Aktionen auf die Nacht verschoben werden.“ (Hauptmann Fritz Hockenjos, Berater von General Keppler, in: Riedel, 64).
Angriff „etwa um 3 Uhr“ nachts auf Behla: „Unsere Vorhut mit gepanzerten Fahrzeugen traf auf heftigen Feindwiderstand. Harte Gefechte entbrannten, brennende Häuser hoben sich wie Fackeln in den morgentlichen Himmel.“
Der Nachtkampf um Behla aus der Sicht der französischen Verteidiger:

„Die Deutschen üben weiter Druck aus und es gelingt ihnen, in einem Schützengraben in der Nähe der ersten Häuser Fuß zu fassen. Mit Panzerfäusten stecken sie diese Häuser in Brand, um die Verteidiger zu blenden und sie zum Rückzug zu bringen. Dies gelingt den Deutschen, die bis zur Straßenkreuzung mitten im Dorf vordringen, die bis 4:30 Uhr durch die Franzosen besetzt blieb. Letztere versuchen Gegenangriffe, werden aber durch MGs zurückgedrängt. Am Rande der Hauptstraße entstehen Nahkämpfe. Aber gegen 6 Uhr ziehen sich die Franzosen, die keine Munition mehr haben, zurück. Der Kommandeur der Einheit will die östlich und westlich des Dorfes fortgesetzte Einkesselung vermeiden. […] Um 6:30 Uhr jedoch kommt ein Zug leichter Panzer vom Nachbardorf Fürstenberg. Er geht zum Gegenangriff über, und um 6:45 Uhr ist Behla wieder total eingenommen.“

Bericht aus dem Dorf:

„In der Nacht vom 24. auf den 25. April rückten deutsche Einheiten, aus dem Schwarzwald kommend, von Döggingen und Hausen vor Wald gegen Behla ostwärts vor. Sie griffen die dortige starke Besatzung an, um damit nach Osten durchbrechen zu können. In vierstündigem Nachtgefecht wurde um den Ort heftig gekämpft. 15 deutsche Soldaten fanden dabei den Tod, […] Mehr als 30 deutsche Soldaten wurden bei diesem Kampfe verwundet, nach der ersten ärztlichen Hilfe verbrachten sie den folgenden Tag im Pfarrhaus zu Hausen vor Wald. Sie wurden dann zum Hauptverbandsplatz nach Döggingen und von da aus ins Lazarett nach Donaueschingen gebracht. Auch Zivileinwohner von Behla wurden durch Geschosse getroffen; sie sind zum Teil bald hernach ihren Verwundungen erlegen, die anderen sind nach einigen Wochen des Leidens infolge ihrer Verletzungen gestorben. Sieben stattliche Wohnhäuser mit ausgedehnter Ökonomie sind bei dem Gefecht durch Brandgranaten zerstört worden […] Während des mehrstündigen Kampfes hatten die Einwohner furchtbare Not ausgestanden. Die Besatzung hatte sie in den Keller getrieben und dort eingeschlossen. Währenddessen brannten über ihnen die Häuser. […] In den frühen Morgenstunden griffen feindliche Kampfwagen in das Gefecht ein. Dadurch mißlang die völlige Erstürmung und Besetzung des Ortes. Die deutschen Truppen wurden aus dem Ort vertrieben, zogen sich wieder westwärts zurück bis vor Hausen am Wald. […] Sieben deutsche Soldaten und drei Ortseinwohner wurden als Geiseln fortgeführt, mehrere Männer, unter ihnen hochbetagte Greise, wurden unter unwahren Anschuldigungen durch Schläge roh mißhandelt, mehrere Frauen und Mädchen mußten roheste Vergewaltigungen durch marokkanische Truppen über sich ergehen lassen.“

Im Bericht Behla. Geschichte eines Baardorfes im Rahmen der Landschaft von Dr. Alfred Hall, Heft 13 der Schriftenreihe des Landkreises Donaueschingen (in Hermann Riedel, S. 324 bis 330), ist die Kampfnacht bis ins Ausführlichste protokolliert, die Toten und Verletzten benannt, die Misshandlungen beschrieben. „Erst gegen 3 Uhr nachmittags [am 25. April] befahl ein französischer Offizier die Einstellung der Mißhandlungen“, ein Vergewaltiger wurde vor dem Rathaus erschossen. „32 schwarze Soldaten“ waren gefallen.

## Chronik 25. April 1945
Der Kampf um Behla war der blutige Auftakt des südlichen Durchbruchversuchs. In Hausen vor Wald trafen in der Nacht auf den 25. April auch General Keppler und Generalmajor Bazing (89. Inf.-Div.) ein; es wurde beschlossen, den Angriff auf Behla einzustellen und die am Kampf beteiligte Einheit über Hausen–Mundelfingen und Opferdingen–Eschach ins Achdorfer Tal zurückzuziehen. Den Tag über verblieben die von Behla zurückgezogenen Einheiten in halbwegs sicherer Deckung in und um die genannten Ortschaften, um erst im Schutz der Nacht über Achdorf weiterzuziehen. Über dem Gebiet kreisten häufig Flugzeuge, doch gab es durch sie noch keinen Beschuss. Es zeigten sich jedoch erste Auflösungserscheinungen in der Truppe.
Im Achdorfer Tal war am frühen Morgen des 25. April die Lage ruhig und der Berichterstatter Leutnant Huber des Sicherungsbataillons 56 stellte mit einem Erkundungstrupp fest, dass Blumberg noch nicht wieder französisch besetzt war. Allerdings wurde deutlich, dass die Steige von Achdorf her vom Tross (Pferdegespanne) nicht zu nehmen war. Im Umfeld wurde Hausen vor Wald massiv unter Artilleriefeuer genommen, Mundelfingen, auch Opferdingen und Eschach blieben verschont. Fützen lag seit dem Abend des 22. April – in Vorbereitung des französischen Keilvorstoßes zur Grenze – unter Feuer: „Insgesamt vier Nächte ging der Beschuss, dabei wurden 70 Häuser zum Teil schwer beschädigt. Viele Leute waren bereits zu diesem Zeitpunkt aus dem Dorf, zu den umliegenden Siedlungen an der Schweizer Grenze geflüchtet.“ (Leutnant Hans Huber, in: Riedel, 76 f.)
Durch das Tal über Aselfingen und Achdorf waren bereits seit dem 24. April Einheiten der 89. ID gezogen, die dann am 25. morgens Zollhaus-Blumberg angreifen sollten:

„Mittwoch, den 25. 4. morgens 5 Uhr verstärkt sich das [deutsche] Artl.-Feuer. Die französischen Besatzungstruppen im Ort wurden alarmiert. Bald darauf entwickelte sich ein starkes Feuer aller Waffen, das den ganzen Vormittag andauerte und in dessen Verlauf ständig Verwundete und Tote eingebracht wurden. […] Die Anzahl der im Ortsteil Zollhaus gefallenen Franzosen dürfte etwa 15 betragen haben. […] Im Verlauf des Nachmittags gelang es den französischen Truppen, den Gegenstoß der deutschen Truppen im Ortsteil Zollhaus-Blumberg zurückzuschlagen und diese nach Süden und an die Schweizer Grenze abzudrängen. Etwa um 16 Uhr nachmittags ließen die Kampfhandlungen nach. […] Unter der Zivilbevölkerung waren während der Kämpfe Personenschäden nicht aufgetreten“

Blumberg außerhalb der Kampfzone

Da die Steige von Achdorf aus dem Wutachtal her für die deutschen Truppen mit schweren Waffen und Trosswagen nicht zu bewältigen war, wurde es deutscherseits nicht besetzt und für die Franzosen bestand damit keine Veranlassung, hier präsent zu sein. Es ‚genügte‘ der Dauerbeschuss der Ortschaft: „Die Artillerie feuerte am Donnerstag (26. 4.) am Tag und in der darauffolgenden Nacht auf Blumberg. Viele Häuser wurden beschädigt, z. T. sehr schwer. 5 Häuser sind unbewohnbar.“
„Am Freitag, den 27. 4. kamen die Franzosen wieder kampflos in den Ort zurück. Die Bevölkerung war darüber froh, sonst wäre Blumberg ein Opfer der Flieger geworden. Die Kampfverbände kamen zum größten Teil von Achdorf herauf, selbst mit den schwersten Panzern.“
Vorgang bei der Nordgruppe

„Mittwoch, der 25. 4. 1945:  Durchbruchsgruppe Seeger (Nord) meldet mittags durch Funk Erreichen der Donau und Vorbereitung zum Flußübergang.“ (Begleiter von Keppler, Hptm. Fritz Hockenjos: „Der Kampfgruppe Nord gelingt es, bis Immendingen vorzustoßen und dort einen Brückenkopf über die Donau zu bilden.“ In: Riedel, 64).
Auf die Kämpfe um Aasen hatte die französische Führung reagiert: „Unsere Artillerie tritt in Aktion und verursacht große Verheerungen in den feindlichen Kolonnen; dann greift bereits am frühen Morgen die Luftwaffe ein und belegt die von den Deutschen benutzten Straßen mit MG-Feuer.“ (4. marokk. Geb.-Div. Riedel, 128).
Wahrscheinlich ist, dass die Luftwaffeneinsätze am 25. April vor allem der gefährlicher erscheinenden nördlichen Durchbruchsgruppe galten und – nach Darstellung des ungewöhnlich gut informierten Pfarrers Franz Beugel aus Achdorf – im Raum Furtwangen–Bad Dürrheim–Immendingen erfolgten.

### Lage in der Nacht 25. auf 26. April
Das deutsche Armeekorps war am 24. April ursprünglich in drei Gruppen aufgeteilt worden, die den Durchbruch zur Schwäbischen Alb und in den Hegau unternehmen sollten. Die beengten Wege und der bei Behla blockierte Durchbruch führten jedoch dazu, dass es sich danach nur noch um zwei Angriffsrichtungen handelte. Der nördliche Vorstoß blieb bei Immendingen liegen, der mittlere war von Behla auf den südlichen ins Wutachtal bei Achdorf abgedrängt worden. Auch der Angriff auf Zollhaus wurde am 25. April abgeschlagen, doch wurden die französischen Einheiten erheblich geschwächt. Im Schutz der Nacht marschierten die von Behla zurückgezogenen deutschen Einheiten aus den Positionen um Mundelfingen nach Achdorf und weiter in den Kessel.

## Chronik 26. April 1945
Schon vor Mitternacht am 25. April bis zum frühen Morgen des 26. war von Ewattingen aus der starke Zuzug deutscher Truppen von Mundelfingen her zu beobachten – die Wutachbrücke war hier gesprengt, sodass sich die Kolonnen alle nach Achdorf wandten. Die Straße hoch nach Blumberg war jedoch für schwere Waffen und Transportwagen zu steil und der „Wellblechweg“ in den Fützener Kessel war ein enger Flaschenhals:
Luftangriffe bei Achdorf

Donnerstag, 26. April: Als der Morgen anbrach, war in der langen Straße durch das Tal Fahrzeug an Fahrzeug zu sehen. Es gab kein Vor und kein Zurück mehr. Wie alltäglich kamen die zwei Aufklärungsflugzeuge und bald ein Geschwader von Jagdbombern, die mit heftigem Bordwaffenbeschuss auf die langen Kolonnen im Tal feuerten. […] Die Zahl der Toten bei dem Beschuß der deutschen Truppen war, Gott sei Dank, außergewöhnlich gering. Auf dem Achdorfer Friedhof sind 17 Soldaten beerdigt.
Berichterstatter Leutnant Huber:

„Mit dem Krachen der Geschosse vermischten sich die Detonationen der auf den Munitionswagen liegenden Granaten. […] Die Jabos zogen weiter ihre Bahnen und stürzten sich wieder und wieder in das Inferno. […] Aus Richtung Überachen waren bereits feindliche Panzerspitzen aufgefahren und beschossen uns mit Maschinengewehrfeuer. […] Über 180 Pferdekadaver zählte man in diesem Tage. Etwa 800 Pferde wurden in den folgenden Tagen aufgelesen. […] Insgesamt hatten wir 18 Tote zu beklagen. Unzählige Verwundete lagen in den Häusern, die notdürftig zu Verbandsplätzen hergerichtet wurden. Weit mehr Tote und verwundete Soldaten und Dorfbewohner hätten wir beklagen müssen, wenn nicht die umliegenden Wälder und Häuser nicht einen so guten Schutz geboten hätten. Die Dorfbewohner waren bereits schon vor dem Angriff in alle Richtungen auseinandergestoben. Wolkenbruchartiger Regen gegen Abend beruhigt die Lage. Die Reste der Einheiten sammelten sich.“

Kampf um Überachen

Auf der anderen Seite der Wutach bei Achdorf, die wegen der gesprengten Brücke von den deutschen Truppen nicht überquert werden konnte, lag während der Luftangriffe auf die nördliche Talseite im Dorf Überachen eine Einheit des Jäg. Ers. Btl. 56 „und sichert als Nachhut den Durchzug der Reste 89. I.D. […] (Überraschend) brechen 3 franz. Panzer mit aufgesessenen Infanteristen beim Gefechtsstand des Bataillons in Überachen ein. Teile des Stabs geraten vorübergehend in Gefangenschaft. Es gelingt jedoch, unterstützt durch zwei Vierlingsflakgeschütze, einem Stoßtrupp des Btl. Stabes, die eingebrochenen Panzer im Nahkampf zu zerstören und die Gefangenen […] wieder zu befreien.“
Es handelte sich bei den Angreifern auf Überachen um Einheiten der 3. Kampfgruppe, die hier über Weizen und Ewattingen vorgestoßen waren, um „in die Flanke der noch übriggebliebenen deutschen Division hineinzustoßen. […] Daraufhin begann eine heftige Schlacht, die über zwei Stunden andauerte. […] Straßen- und Häuserkampf, während die Leute noch mitten im Ort, in den Stuben, Kellern, auf der Straße oder auf dem freien Feld sind. […] Es kommt zu einem erbitterten Nahkampf zwischen deutscher und französischer Infanterie […] Deutsche Infanterie kommt von Aselfingen den Berg herauf und wirft zusammen mit den Überachener Sicherungstruppen die Franzosen zurück. […] Offenbar werden hierbei etwa 10 abgeschnitten und ergeben sich. […] Die Rückfahrt der französischen Panzer erfolgt etwa um 14:30 Uhr. […] Fest steht, daß im ganzen beim Kampf in Überachen drei Panzer und ein Panzerspähwagen vernichtet wurden.“ Gefallen waren drei deutsche Soldaten, zwei Verwundete starben noch am gleichen Tag. „An toten französischen Soldaten liegen neun auf dem Schlachtfeld.“ Die Verwundeten konnten sie mitnehmen. Die deutschen Truppen sammelten sich und zogen sich aus Überachen zurück. Zivilisten kamen nicht zu Schaden. Für den Fall, dass der vollständige Rückzug aller kampffähigen deutschen Einheiten aus dem Tal nicht erfolgt wäre, seien – so Berichterstatter Pfarrer Beugel nach Aussagen eines französischen Majors – „100 Flugzeuge für einen Bombenangriff auf Aselfingen und Achdorf bestellt und startbereit gewesen.“ Teils heftiger Artilleriebeschuss folgte noch bis in die Nacht auf verschiedene Geländebereiche und Rückzugswege, insbesondere den Weg nach Fützen.
Nachdem das ‚Fliegerwetter‘ am Nachmittag ungünstig wurde und die deutschen Kampftruppen abgezogen waren, ging im Wutachtal der Durchmarsch von Soldaten der Gefechtstrosse, Nachschubkolonnen und Nachhuten weiter noch bis in die Dämmerung, 17 bis 19:30 Uhr. Der Weg nach Fützen blieb dauerhaft unter Feuer, so dass dort schließlich kein Durchkommen mehr war; Einzelgänger, größere und kleinere Trupps suchten ihre Fluchtwege in alle Richtungen: „11 Uhr abends: Ruhe im Ort Achdorf“. Französische Panzer fühlten vorsichtig vor, doch zogen sie sich wieder zurück. Besetzt wurden die Talorte erst am gegen 11 Uhr am nächsten Morgen, am 27. April.
Dem Berichterstatter, Pfarrer Beugel, entging es jedoch, dass in der Nacht auf den 27. April noch ein größerer deutscher Truppendurchmarsch erfolgte. Die „zusammengeschossenen“ Kolonnen am Vortag zählten zum Tross der „Vorbereitungssgruppe“ bzw. zur ursprünglich formierten „mittleren Durchsbruchsgruppe“, für die es bei Behla kein Durchkommen gab und die dann zum größten Teil in Richtung Wutachtal umgelenkt wurden – über Hausen vor Wald und Döggingen nach Mundelfingen und ins Tal bei Aselfingen und über Opferdingen und Eschach nach Achdorf. Erst nach dem Inferno vom 26. April traf dann die eigentliche südliche Durchbruchsgruppe dort ein und konnte nachts zwar langsam, doch relativ ungestört durchmarschieren.
Nach dem Chaos durch die Luftangriffe tagsüber bei Achdorf gelang es danach in der Nacht zum 27. April, weitere, nachrückende Truppen (Beobachter schreiben von der eigentlichen „Schwarzwaldarmee“) über den Wellblechweg oberhalb der Wutachschlucht in den Kessel zu bringen.
Es kann davon ausgegangen werden, dass Keppler der Vorstoß der Franzosen entlang des Hochrheins im Laufe des 25. April im Einzelnen bekannt wurde – auch oder weil er an diesem und dem folgenden Tag von Lörrach bis nach Grimmelshofen führte. Durch die oft entschlossene Haltung der Bevölkerung waren verteidigende Einheiten kurzfristig zum schnellen Rückzug gezwungen und dieser führte entweder ohne klares Ziel in den Schwarzwald oder endete im Kessel von Fützen/Epfenhofen. Bis vor Fützen war es nirgendwo mehr gelungen, eine Abwehr aufzubauen:

## Tempo-Vorstoß am Hochrhein
In der Planung der französischen Armee waren ursprünglich nur die Vorstöße nach Süden entlang des Oberrheins bis an die Schweizer Grenze bei Basel und in der Baar über Donaueschingen zum Territorium um Schaffhausen vorgesehen. Eine Besetzung der Linie der Schweizer Grenze von Basel nach Schaffhausen entlang des Hochrheins hielt de Lattre nicht für notwendig, da dieser Abschnitt durch den Fluss (bei nur wenigen Brücken) geschützt und durch die Schweizer Grenztruppen abgeriegelt war. Ein Übergriff deutscher Truppen in die Schweiz hielt de Lattre hier für unwahrscheinlich. Den Franzosen erschien der Weg zudem wegen zahlreicher Engpässe entlang des Flusses eher mühsam und die Lage am 23. April wies auf die Abriegelung im Osten als genügend hin.
Eine Delegation schweizerischer Offiziere noch am 23. April konnte de Lattre jedoch vom Sinn eines solchen Vorstoßes überzeugen: Die Schweizer waren sich über die passive Haltung Kepplers gegenüber ihrer Grenze nicht sicher und baten um einen Vorstoß nördlich entlang des Flusses mit dem Hinweis auf die Zielsetzung, den Gegner im Raum Blumberg auch im Rücken zu packen. Möglicherweise waren sie zu diesem Zeitpunkt über die Absichten des XVIII. AK besser informiert als de Lattre. Er nahm den Vorschlag auf und befahl die 3. Kampfgruppe der 9. Kolonialen Infanteriedivision sofort aus dem Raum Freiburg zu einem schnellen Vorstoß entlang des Hochrheins über Lörrach–Waldshut und das Wutachtal an die Schweizer Grenze bei Blumberg.
Am 24. April rückten die Franzosen kampflos in Weil am Rhein ein. Am 25. April, vormittags, 10 Uhr, zogen französische Panzertruppen ohne Widerstand durch die Stadt Lörrach, am 25. April, 13 Uhr wurde Albbruck besetzt – am Panzergraben am Ortsausgang kam es zu einem kurzen Gefecht, bei dem sechs deutsche Soldaten und ein Zivilist ums Leben kamen. Kurz danach wurde Dogern besetzt und um 13:30 Uhr des 25. April wurde Waldshut übergeben. Da am Vortag noch Flak oberhalb der Stadt gefeuert hatte, „(war) die Folge dann am Abend des 24. 4. ein Bombenangriff, der außer Sachschäden den Tod von 10 Personen verursachte und mehreren weiteren Personen für lebenslänglich die Gesundheit nahm. […] Die sofort nach dem Einmarsch der feindlichen Truppen beginnenden Plünderungen, Vergewaltigungen und sonstigen Gewaltakte“ dauerten noch längere Zeit an. (Riedel, 227 ff. und 344 bis 351). Die Stadt war von einer Bürgergruppe um Hermann Dietsche übergeben worden, der mit ungewöhnlicher Konsequenz als kommissarischer Bürgermeister gegen die Ausschreitungen bei Offizieren und der Kommandantur intervenierte.  
In Tiengen konnten sich „die Oberbonzen der Nazipartei“ (Bürgermeister Wilhelm Gutmann) gegen die Stimmen aus der Bevölkerung durchsetzen – nachdem zwei „Erkundigungsflieger“ keine weißen Fahnen gesichtet hatten, „kamen etwa sechs Jabos, leichte Kampfflugzeuge, und warfen etwa ein Dutzend leichtere Bomben auf die Stadt ab und verschwanden. Wirkung: acht Tote, einige Verletzte, Postgebäude schwer beschädigt durch zwei Treffer. […] Nun war man entschlossen zur Übergabe, denn sonst wären die Bomber angerückt, […] kurz darauf rollten schon die feindlichen Panzer an und besetzten, ohne daß ein Schuß fiel.“ Die Nazis verschwanden.
„Die nächsten Nächte waren furchtbar, denn der Feind übte Raubrecht: außerdem kamen 35–40 Vergewaltigungen vor.“ Erst am 1. Mai gelang es dem Pfarrer mit einem neu angekommenen französischen Hauptmann, „den Übergriffen Einhalt zu tun und dafür Sorge zu tragen, daß bald eine Kommandantur hier eingerichtet wurde, was dann auch innerhalb einer Woche geschah.“ (Bericht des Pfarrers Josef Luem vom Kath. Stadtpfarramt Tiengen/Oberrhein, 27. März 1946. In: Riedel, 352). Die Vorgänge lagen nicht in der Verantwortung der 3. Kampfgruppe, die sich bei ihrem Vorstoß kaum aufhielt, sondern gingen auf das Konto nachrückender Einheiten.
Fortsetzung des Vorstoßes entlang der Wutach

Noch am 25. April kamen mit der Hilfe eines in der Firma Lauffenmühle zwangsverpflichteten französischen Ingenieurs Unter- und Oberlauchringen – mit weißen Fahnen versehen – glimpflich davon: „In Oberlauchringen donnerten die französischen Panzer auf der B 314 am Bahnhof vorbei ins Wutachtal. Eine Abteilung aber setzte sich am Bahnhof ab durch das Dorf weiter […] in den Klettgau hinauf.“ „Noch am 25.4.1945 zogen französische Panzerspitzen in Wutöschingen ein, der Ort wurde kampflos übergeben.“ Die 3. Kampfgruppe quartierte im Raum Ofteringen-Untereggingen.
Stühlingen: „Am 26. April wurde die Stadt kampflos übergeben, indem 4 Männer bis Untereggingen (10 km) entgegenfuhren. […] Die ersten französischen Kampftruppen plünderten, was sie konnten und vergewaltigten ca. 10 Frauen und Mädchen.“
Nachfolgend Weizen: „Die Besetzung fand statt am 26. April 1945, ohne Kampfhandlung.“ Abzweigend nach Schwaningen: „Die Panzerwagen kamen am Donnerstag, den 26. April 1945, mittags nach 12 Uhr, von Weizen her auf der Landstraße ins Dorf gefahren, das zeitig weiß geflaggt hatte. Kampfhandlungen fanden keine statt. Die Übergabe erfolgte friedlich ohne Widerstand. Plünderungen, Vergewaltigungen, abnorme Schwierigkeiten – keine.“ (Riedel, 399 bis 402). Die 3. Kampfgruppe hatte entgegen ihrem bisher durchgeführten schnellen Vormarsch nun offensichtlich Zeit verloren und den deutschen Truppen die Möglichkeit gegeben, am Vormittag den Engpass vor dem Fützener Talkessel abzuriegeln:
Nach der Besetzung von Grimmelshofen traf die französische Kampftruppe (3. Kampfgruppe Caldairou) vor Fützen auf massiven Widerstand. Die Gruppe nahm hier Verbindung mit der im Raum Blumberg operierenden 4. marokk. Gebirgs-Division auf und kam unter deren Befehl.
Im Tagebuch der 9. Kolonialen Infanteriedivision ist unter 26. April folgende Angabe verzeichnet: „Die Gruppe Caldairou (3. Kampfgruppe) […] am Nachmittag [25. April] zieht sie ab Waldshut, längs der Grenze, erobert Ofteringen, Grimmelshofen (28 km nördlich von Waldshut), überrennt mehrere feindliche Trupps, gerät in Fützen (3 km südlich Blumberg) in ein heftiges Gefecht sowie in Überachen (6 km westlich von Blumberg) in eine Zone, die der Feind hartnäckig verteidigt, um seinen Rückzug zu sichern.“ Damit standen die Franzosen rings um den Talkessel von Fützen und Epfenhofen.

## Lage im Fützener Talkessel

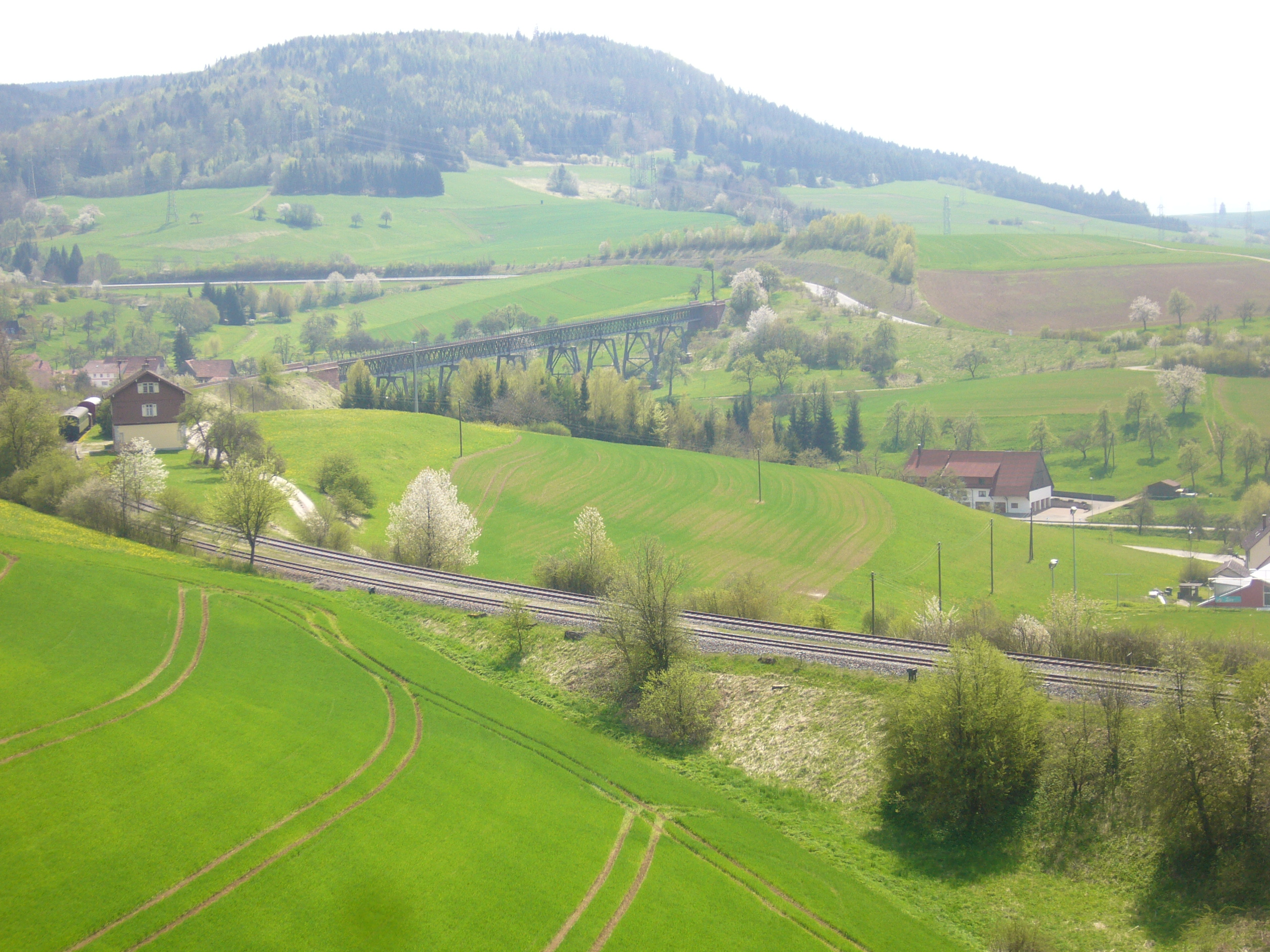
Südöstliche Ecke des Talkessels (Berg auf Schweizer Gebiet) mit Epfenhofener Viadukt (Bildmitte). Vordergrund Anhöhe Richtung Buchberg (Blumberg)

Unter Berücksichtigung aller Umstände war der ringsum von bewaldeten, mit steilen Hängen versehenen Bergrücken umgebene und teils von Schluchten abgegrenzte Talkessel um die Ortschaften Fützen und Epfenhofen ein Platz, um Truppen zu versammeln. Das Gelände war weitläufig genug, um Artillerie keine Ziele zu bieten (diese konzentrierte sich auf Fützen) und war durch die an der Südseite entlang führende Grenze zur Schweiz vor Luftangriffen geschützt. Da die Schweizer Armee ihre Einheiten direkt an die Grenze vorgezogen hatte, um gegebenenfalls deutsche Übergriffe oder Ausweichmanöver abzuwehren, konnten die Franzosen dort keine Zwischenfälle durch Beschuss riskieren. Das galt insbesondere für Epfenhofen, sodass Keppler hier auch seine Befehlsstelle einrichtete. Dennoch hätte die Gegend als Naturraum nicht diesen Wert besessen, wenn nicht die in mehreren Schleifen über drei Viadukte und durch einen Tunnel führende Strecke der Strategischen Bahn mit ihren Einrichtungen militärisch optimale Bedingungen geboten hätte – Bahndämme als Verteidigungslinien, Gleisstrecken zur raschen Verschiebung von Kampfgruppen.
Von Westen, dem Rheintal her, blockierte die Ortschaft Fützen den einzigen Zugang und dort wurde auch der Vorstoß der von Stühlingen her vorpreschenden französischen 3. Kampfgruppe gestoppt. In Überachen, (auf der gegenüberliegenden Fluss-Seite von Achdorf), wurde der nordwestliche Zugang in den Kessel gegen die im Wutachtal nachrückenden Franzosen gesichert und östlich im Vorfeld der Serpentinen-Straße zur Passhöhe bei Zollhaus wurden die dort im Ort liegenden Franzosen durch Angriffsaktionen in Schach gehalten. Von Zollhaus führte die gegnerische Abriegelung entlang der Randenhöhe zur Schweizer Grenze. Dort, über das mittig liegende Dorf Randen war der Durchbruch geplant.
Die gefährdete Stelle aus deutscher Sicht war der Straßenzugang im Westen durch Fützen. Die taktische Bedeutung des Ortes war auch den Franzosen klar, die den Raum systematisch mit Aufklärungsflugzeugen erkundeten. Deshalb wurde er auch schon früh unter Feuer genommen, zumal ihn auch schon seit Tagen vor dem Hochrheinvorstoß zurückweichende deutsche Kolonnen jeder Art und Zugehörigkeit durchquerten.
Chronik der Kämpfe um Fützen

Fützen war somit nicht erst am 26. April in den Focus militärischer Aktionen geraten:
„Am Freitag, den 20. April kam […] eine [deutsche] motorisierte Sanitätsabteilung mit all ihren Fahrzeugen in unseren Ort. Bald flogen von allen Seiten die Aufklärungsflieger an. […] Indes respektierten sie das Rote Kreuz, bis zum Abzug am 21. 4. 45.“ Die Higa, die bei Behla gekämpft hatte und sich danach zurückziehen musste, „(setzte sich) mit Abteilungen südlich und südöstlich des Dorfes fest […] Am Sonntag, 22. 4., abends, ½ 8 Uhr, sauste die erste Granate ins Dorf und forderte 2 Todesopfer. Die Batterien standen bei Behla. Ununterbrochen lagen dann das Dorf und seine Felder unter dem Störungsfeuer französ. Granaten bis Mittwoch (abends), am 25. 4. […] Tag und Nacht das Krachen der Geschosse und Einschlagen der Granaten.“
„Im Laufe des Montags, 23. 4., zogen viele Einwohner, wohl über 500, mit Wagen und Vieh und Hausrat zum Teil an die Schweizergrenze, in den Hochwald oder in den Achdorfer Tunnel. Der Pfarrer war mit ca. 70 Personen, meist ältere Leute, Kranke, Kinder, Frauen und Polen, im Pfarrkeller geblieben.“ Mit Teilen der Higa befanden sich dort statt der 32 vorgesehenen Personen 120 Menschen.
„Am Mittwoch, den 25. 4., abends, löste sich die Higa auf und entließ ihre Soldaten (meist Ostpreußen). Im Ort suchten einzelne Abteilungen zu plündern, was indes von den 5 Gendarmen, die ebenfalls im Pfarrkeller lagen, gleich unterbunden werden konnte.“
Angriff 3. Kampfgruppe (Caldairou)

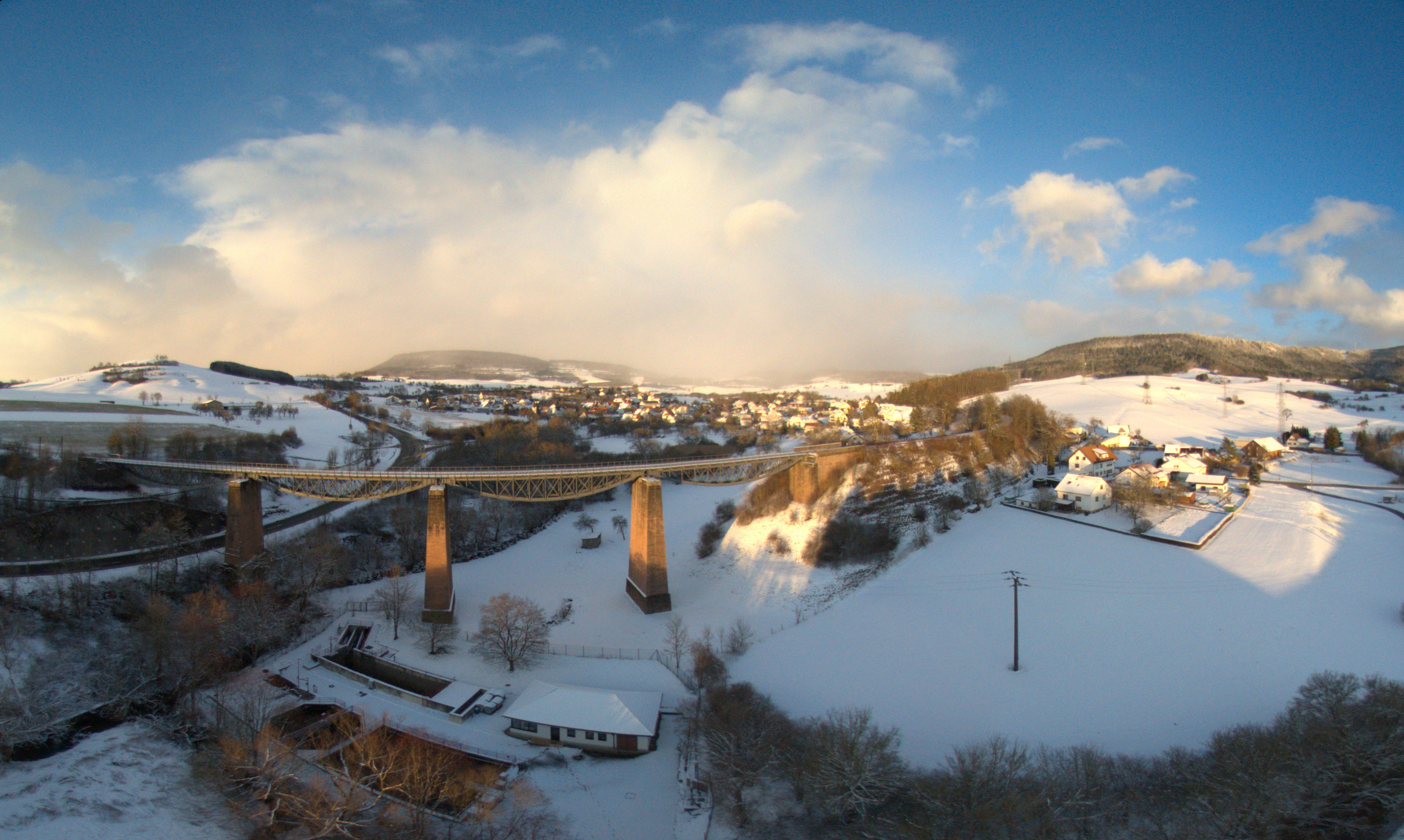
Fützen (2016). Straße links Anmarschweg Franzosen, Hintergrund (Mitte): Buchberg, dahinter Blumberg; (rechts): Randenhöhe bei Epfenhofen

Am Morgen des 26. April besetzten Kepplers Einheiten das Dorf, da nun nur noch die 3. Kampfgruppe erwartet werden konnte: „Um ½ 10 Uhr erfolgte ein Vorstoß französ. Panzer von Süden her [… und] um ½ 11 Uhr griffen ca. 30 Flieger mit Bomben in den Kampf ein [… die] außerhalb des Dorfes (fielen).“ Nach dem Panzerkampf bis nachmittags halb 4 Uhr, gingen die Panzer zurück und schossen von draußen ins Dorf. „Nachdem die Kirche schon vorher durch Volltreffer stark beschädigt war, wurde abends ½ 7 Uhr der Kirchturm durch mehrere Volltreffer (15, darunter 7 Blindgänger) aufgerissen. Als die Nacht kam, standen ca. 20 Häuser in Brand, darunter das neben dem Pfarrhaus gelegene Rat- und Schulhaus.“
Der detaillierte Bericht – direkt aus dem Dorf – stammt von Brunhilde Wild (geb. Gleichauf), die als 9-jähriges Mädchen die Kämpfe erlebte: „Die Erinnerungen an die Kampftage, die sich in mein Gedächtnis eingegraben haben“, schrieb sie 50 Jahre nach Kriegsende nieder. Mit nur geringen Abweichungen bestätigt sie die Angaben des Pfarrers.
Zu Beginn der Kämpfe am 26. April am späteren Vormittag befand sie sich mit Eltern und Geschwistern in Kellern in der Frontlinie, danach habe es eine Kampfpause gegeben:

„... etwa gegen 15 Uhr […] sahen (wir) französische Panzer und viele Fahrzeuge auf uns zukommen. Schnell nahm meine Mutter ein weißes Leinentuch und Vater schwang es an der Haustür zum Zeichen, dass wir uns ergeben. So standen wir alle mit erhobenen Händen als viele Panzer an uns vorbeifuhren. Einer von ihnen fuhr auf unsern Hof, Franzosen sprangen herunter, kamen zu uns und fragten in gebrochenem Deutsch: Sind deutsche Soldaten im Haus? Wir verneinten, aber trotzdem rannten sie mit dem Gewehr im Anschlag ins Haus und durchsuchten jedes Zimmer. Wir hielten den Atem an. Gott sei Dank hatten sich ohne unser Wissen keine Soldaten auf unserem Heustock versteckt, sonst wäre es uns schlecht ergangen.“

„Ein Rotkreuzwagen befand sich ebenfalls unter den französischen Fahrzeugen. Sie liefen mit Bahren herum und sammelten die verwundeten französischen und auch deutschen Soldaten auf.“ Doch waren die Kämpfe noch nicht zu ende, denn: „Deutsche Soldaten, die sich noch überall im Dorf verbunkert hatten, fingen noch einmal an erbittert zu schießen, so dass sich die Franzosen schließlich wieder zurückzogen. […] Es war so gegen 19 Uhr als eine Feuerpause entstand“. Neuer Fahrzeuglärm führte zur Flucht der Mutter mit den Kindern zum Bahndamm, aber dahinter hatte sich „eine gewaltige Armee“ positioniert, „die unser Dorf umgab.“ Im eiskalten Keller des Zollgebäudes wurden die Geflüchteten eingesperrt. Es gab noch einmal ein heftiges Gefecht, doch dann zogen sich die Deutschen in der Nacht endgültig zurück.
Pfarrer Waibel, Fützen: „Nachts, halb 2 Uhr, räumten die deutschen Soldaten das Dorf.“
Damit war die französische 3. Kampfgruppe den ganzen 26. April bis in die Nacht aufgehalten worden, sodass die um Epfenhofen vor Randen stehenden Einheiten abends ihren Durchbruchsversuch nach Osten ohne den Gegner im Rücken vornehmen konnten.
Der nordwestliche Zugang zum Kessel war für größere Bewegungen ungeeignet und der „Wellblechweg“ von Achdorf nach Fützen zwischen Schlucht und Buchberg nach dem Desaster des Trosses auch blockiert, zum anderen jedoch auch gegen nachrückende Franzosen mit wenigen Mann zu verteidigen. Hier musste jedoch das Gros der deutschen Truppen in der Nacht hindurch.
Lage Wutachschlucht / Achdorf

In der Nacht vom 25. auf den 26. April 1945 gab es heftige Regenfälle und starke Gewitter, die mit Sicherheit verhinderten, dass vor allem im Wutachtal Wälder in Brand gerieten:
„Donnerstag, der 26.4.1945: Das weitere Vorgehen der Gruppe Süd wird stark verzögert durch einsetzenden Regen, der die Wege in dem stark bergigen Gelände nördlich Fützen aufweicht und unbefahrbar macht. Die 8.8 Flakgeschütze können trotz Vorspann von drei und vier Zugmaschinen oder bis zu 24 Pferden die glitschigen, steilen Bergwege nicht mehr hinaufgeführt werden. Fast alle schweren Fahrzeuge bleiben liegen. Munition und Betriebsstoff gehen zur Neige, die schweren Waffen sind nicht mehr da oder nicht mehr einsatzbereit. […] Die feindliche Luftwaffe setzt in stärkerem Umfange und schließlich in rollendem Einsatz auf unsere Fahrzeugkolonnen und alle sich bietenden Ziele an und richtet Verwirrung an. Die Lage wird hoffnungslos.“ (Riedel, 65 f.).

### Durchbruch bei Randen
Den verschiedenen, auch verschiedenartigen Lageberichten zufolge, musste Keppler eine entsprechende Lösung finden. Es konnte dabei nicht nur um eine abstrakte, ‚strategische‘ Sichtweise von Aussichtslosigkeit mit der Folge einer ‚allgemeinen Kapitulation‘ gehen, jede Lösung musste durch Kommunikationswege ermöglicht werden. Und sie musste die Reaktionsweisen aller Betroffenen einbeziehen.
Keppler: „Alle Divisions- und Brigadekommandeure zu mir [nach Epfenhofen] bestellt. Befehl: Der Kampf wird abgebrochen. Alles schlägt sich truppweise oder einzeln in Richtung Osten oder Allgäu durch. Um das zu ermöglichen, wird hart nördlich Zollhaus-Blumberg durch ein noch kampfkräftiges Bataillon eine breite Bresche in die feindliche Umklammerung geschlagen mit starker Abschirmung der beiden Flanken, um das Ausströmen der Masse der Durchbruchsgruppe Süd aus dem Kessel zu ermöglichen. Der Krieg ist damit für uns mit dem heutigen Tage beendet.“ (Keppler-Tagebuch, Riedel, 66).
Hintergrund

Die Problematik für die deutsche Führung, die sich später mit der Frage nach einer ‚rechtzeitigen‘ Kapitulation konfrontiert sah, war, dass im Moment der Einsicht in die Sinnlosigkeit der Fortführung des Ausbruchsversuches eine zentrale Lenkung bzw. Beendigung der vielerorts verstreuten Kampfhandlungen infolge der Desorganisation der Kommunikationsmittel faktisch nicht vorzunehmen war. Drei Tage zuvor (Besprechung in Hammereisenbach) erschien ein Durchbruch noch aussichtsreich und nur hier hätte der Entschluss zu einer Kapitulation gleichsam ‚geordnet‘ erfolgen können. „Diese Beurteilung in Hammereisenbach“ – ob ein Ausbruch realisierbar sei – „(hat Keppler) gefordert, und keiner der Divisionskommandeure traute der Truppe die Leistungen nicht zu.“
Zur Psychologie dieser Situation – dies deutet Gerber an – kam hinzu, dass bekannt geworden war, wie die Kolonialtruppen ungebremst von ihren französischen Führern in Freudenstadt gewütet hatten – es erschien unmöglich, mit kampfbereiten Männern vor einer Soldateska, die gerade hunderte von Frauen vergewaltigt hatte, zu kapitulieren: „Wir hatten über das Verhalten der Franzosen genau Kenntnis. Der Fall ‚Freudenstadt‘ spielte in der Korps-Besprechung in Hammereisenbach eine große Rolle. Es hat dies der Truppe die Frage der Kapitulation so schwer gemacht.“

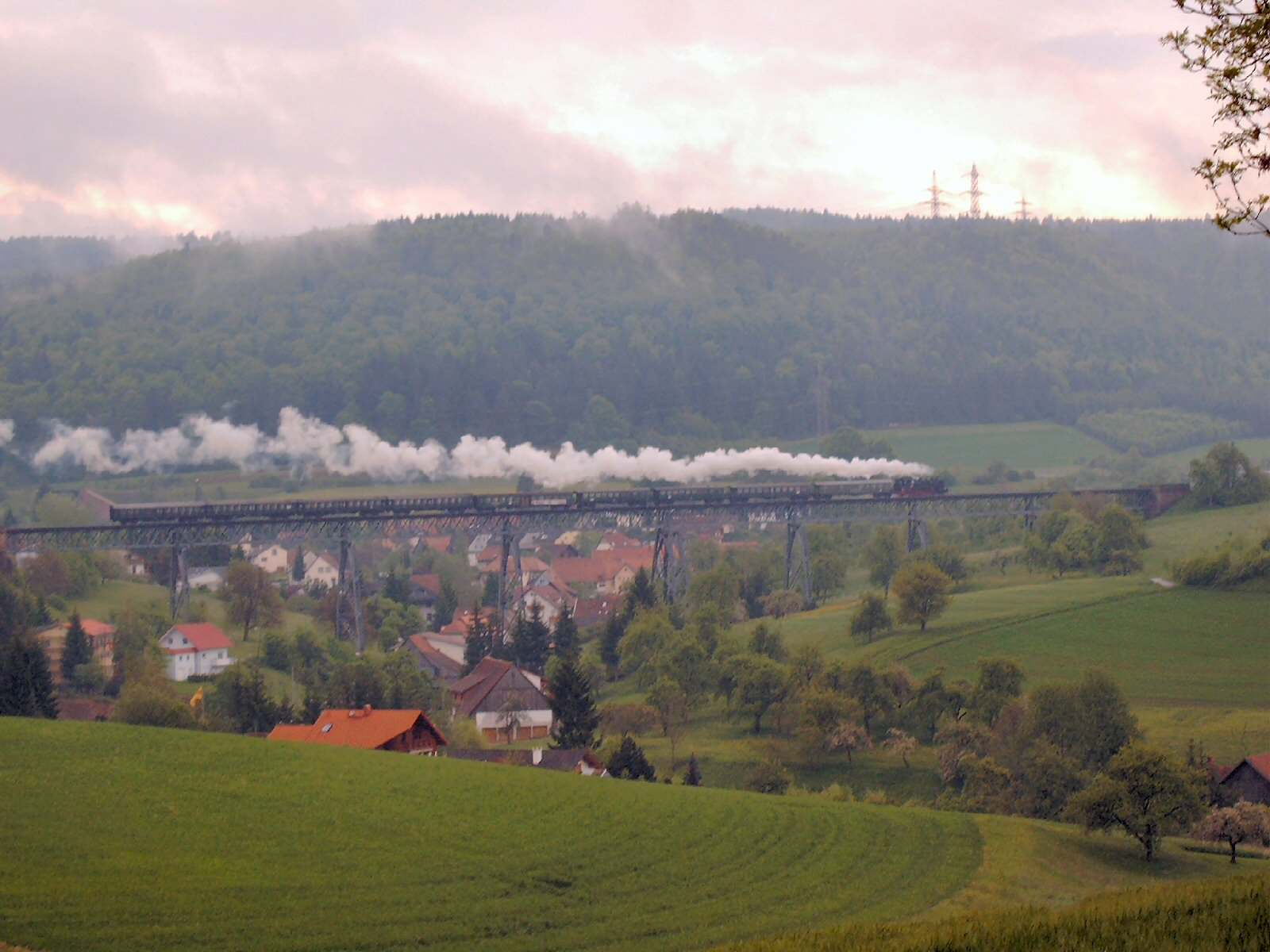
Epfenhofen (2005) Berg: Randenhöhe, war Angriffsrichtung Randen

Am 26. April hatte Keppler auch keine Verbindungen mit der Nordgruppe mehr; der Entschluss, in seinem unmittelbaren Bereich im Kessel Fützen–Epfenhofen einen Angriff zu führen, war offensichtlich bestimmt von der Überlegung, einen möglichen Ausbruch, einen ‚Befreiungsschlag‘ vorzunehmen, denn es war ihm bekannt, dass der französische Riegel auf der Randenhöhe nur relativ schwach besetzt war. Dass das östliche Hinterland in der Tiefe bis in den Bodenseeraum bereits weitgehend von der französischen Armee besetzt war, muss ihm dagegen nicht bekannt gewesen sein. Aussagen deutscher Soldaten zufolge hatten diese angenommen, dass die Franzosen lediglich einen Frontkeil bis zur Schweizer Grenze voran getrieben hätten.
Die Anmarschwege nach Randen waren durch Wald gedeckt und die Franzosen dort rechneten nicht mit einem Angriff:
„17:30 Uhr greift das Regiment Randen an […] ich (habe) während des Angriffs die Straße gegen Zollhaus zu sichern […] ich habe dann mit der Kompanie durch den Wald angegriffen.“ Nach einem „Feuerüberfall auf eine gegnerische Stellung […] wurden von uns zirka 50 französische Soldaten gefangengenommen. Da auch einige Elsässer unter den Gefangenen waren, machte die Verständigung keine Schwierigkeiten. Die Stimmung war keineswegs feindlich, weil wir wohl wußten, daß das unsere letzte Kampfhandlung war.“
Zeugenbericht aus dem Ort:
Dann „gelang es einem deutschen MG-Trupp, sich in das Dorf einzuschleichen […] Diese Soldaten eröffneten etwa um 17:00 Uhr das Feuer [… und] die deutschen Soldaten griffen nun von allen Seiten aus den Wäldern kommend die Franzosen (an). […] Nach etwa dreistündigem Feuergefecht zogen sich die Franzosen in Richtung Schweizer Grenze zurück, und etwa 50 Franzosen gerieten vorübergehend in deutsche Gefangenschaft. Zwei französische Panzer und mehrere gepanzerte Fahrzeuge wurden zerstört, einige Panzer, mehrere gepanzerte Fahrzeuge und viel Kriegsmaterial ließen die Franzosen zurück.“ (Bericht Adolf Schmid, in Riedel, 406 f.).
Dieser Ablauf wird von Paul Rothmund bestätigt: „Ungefähr so gegen 4 Uhr nachmittags begann der Angriff der deutschen Truppen in 3 Sturmkolonnen auf unseren Ortsteil. […] Die Bevölkerung hatte sich in die Keller der Häuser geflüchtet und erwartete hier mit Bangen den Ausgang des Kampfes. Gleich zu Beginn des Kampfes brannten einige Häuser, ihnen folgten immer mehr, und zuletzt standen 12 Häuser in Flammen. Bei einbrechender Dunkelheit drangen die ersten deutschen Soldaten von Norden her in den Ort ein, während die Franzosen den Ort räumten. […] In der Nacht verließen die deutschen Soldaten unseren Ort.“ (Bericht Rothmund, in Riedel, 411.).
In 10 Tage im April schrieb Trendle – wahrscheinlich nach dem Bericht von Leutnant Burget –, dass „um 16:45 Uhr das deutsche Grenadierregiment 1055, unter dem Kommando eines Majors, Randen aus Richtung Epfenhofen überraschend angreift.“ Nach „beinahe zwei Stunden Gefecht […] (gelingt) es durch eine überstürzte Flucht unter Zurücklassung allen Materials dem versprengten [französischen] Haufen sich hinter die Schweizer Grenze bei Neuhaus zurückzuziehen. […] Bereits eine halbe Stunde nach Beendigung der Gefechte ziehen kampfesmüde und verdreckte deutsche Kolonnen der 89. Infanteriedivision, […] nur mit Handwaffen und dem allernötigsten ausgestattet, durch das Dorf.“ (Trendle, 133 f.).
„27.4.45 (0 Uhr) Besprechung Regimentsgefechtstand in Randen. Neuer Befehl: Die Einheit schlägt sich in Gruppen in das Allgäu durch […] 0.30 – Abmarsch mit dem Kompanietrupp.“ (Burget, in Riedel, 85.).
Keppler notierte:

„Der Angriff des Bataillons hat Erfolg. Um 18 Uhr ist eine breite Bresche in die Feindfront geschlagen, durch die sich nun unaufhörlich einzelne Trupps nach Osten absetzen. Die Absetzbewegung wird wesentlich erleichtert durch strömenden Regen und gelingt vollständig und ungehindert vom Feind, der sich in der eingetretenen Dunkelheit nicht mehr vorwagte.“ Auch der General setzt sich mit seinem Stab noch durch die Lücke ab: „Der Feind hatte inzwischen wieder vorgefühlt, doch gelang es auch uns noch, uns im Schutze der Finsternis und des immer noch strömenden Regens durch die feindlichen Linien durchzuschlagen.“

General de Lattre de Tassigny schreibt über die Gegner: „Als alles verloren scheint, wenden diese sich plötzlich nach Osten. Dann in der Nacht setzen sie alles auf eine Karte, um einen letzten Vorstoß gegen den Posten von Randen zu machen. Zwei Stunden dauert der heftige Kampf. Aus Munitionsmangel, nachdem sie fast alle Fahrzeuge eingebüßt haben, sind die Verteidiger schließlich gezwungen, sich in den Süden des Dorfes zurückzuziehen, wo gleich 3000 bis 4000 Deutsche hineinströmen.“ (Riedel, 170).
Während der Beginn der Kämpfe am Spätnachmittag verbürgt erscheint, ebenso der französische Rückzug vor Mitternacht, fallen die Angaben über den Vorgang am nächsten Morgen auseinander:
Offensichtlich falsch ist der Eintrag im Tagebuch der 4. marokkanischen Infanteriedivision:
„Am Morgen des 27. April heftig angegriffen durch den Feind, der im Westen hervorbricht, muß die 4. Schwadron des 4. marokk. Spahi-Regiments den Stützpunkt Randen aufgeben und sich nach einem sehr heftigen Gefecht nach Neuhaus zurückziehen. Um 7:10 Uhr wird Randen wieder besetzt.“ (Riedel, 129).
Der Angriff fand am Spätnachmittag des 26. April statt, die Rückkehr der Franzosen erst am 27. April gegen Mittag:

## Chronik, 27. April 1945
Die Zivilbevölkerung flüchtete sich nach Beginn des Feuergefechtes in die Keller, so dass von den Leuten das Brennen der Häuser zunächst gar nicht bemerkt wurde. […] Das ganze Ausmaß der Zerstörung konnte man allerdings erst am nächsten Morgen, also am 27. 4. feststellen. Bis zum Morgengrauen war der Ort noch von deutschen Truppen besetzt, aber etwa zwischen 9.00 und 10:00 Uhr kamen neue französische Truppen aus Richtung Zollhaus, und bald darauf kamen auch die Franzosen, welche sich zur Schweizer Grenze geflüchtet hatten, wieder zurück. Zwischen 10.00 und 11.00 wurde die ganze Zivilbevölkerung von Randen zusammengetrieben. Drei Männer sollten erschossen werden, „weil sie während der Kampfhandlungen als Zivilisten Widerstand geleistet und auf französische Soldaten geschossen hätten.“ Auf die Aussage eines sowjetischen Kriegsgefangenen und einer sowjetischen Zivilarbeiterin wurden zwei Mann freigelassen, ein Einwohner wurde standrechtlich erschossen, seine Entlastung durch andere Bewohner wurde nicht gewertet. „Bei den Kampfhandlungen vom 25. auf den 26. 4. fielen in Randen 16 deutsche Soldaten, die größtenteils nicht identifiziert werden konnten. […] Wie viele Franzosen bei den Kampfhandlungen gefallen sind, konnte nicht festgestellt werden, es waren aber mehrere, diese wurden abtransportiert. […] Am Sonntag, den 29. 4., marschierten etwa 4-5 Stunden lang deutsche Soldaten [Kriegsgefangene] durch Randen durch. Schätzungsweise handelte es sich hier um 5000 bis 6000 Mann.“
Ein zweiter Berichterstatter schildert den Kampf um Randen mit nur geringen Variationen und im Ablauf gleichermaßen – abgebrannt waren 12 Häuser – „das halbe Dorf […] Von der Zivilbevölkerung wurden zwei Frauen schwer verletzt. Diese beiden gerieten beim Verlassen ihrer brennenden Häuser in das Maschinengewehrfeuer. Ein Mädchen trat auf eine Mine und fand dabei den Tod. Außerdem kamen während des Kampfes 80 Stück Großvieh und 20 Schweine um.“

### Auflösung deutscher Einheiten
Der ortskundige Berichterstatter Huber wurde nun beauftragt, seine Einheit über Fützen nach Leipferdingen zu führen. Die Truppe marschierte frühmorgens am 26. April durch Epfenhofen, sparte Randendorf und auch das bereits besetzte Leipferdingen aus, löste sich auf und wurde am 27. April im Gros beim Haslerhof bei Engen gefangen genommen.
Die Soldaten versuchten, „sich über die Schweizer Grenze abzusetzen, oder solche, die in der Nähe beheimatet waren, sich in die Heimat durchzuschlagen, größtenteils gelang ihnen dies aber nicht.“ In der Schweiz interniert wurden nur wenige, „es gerieten fast alle in französische Kriegsgefangenschaft, die meisten im Raum Wiechs am Randen.“ (A. Schmid, 409).
Die Berichte der Zivilisten – häufig der Ortspfarrer – und auch einzelner Soldaten über die Zeit nach dem Ausbruch sind detailreich, doch auch örtlich begrenzt. Ein Überblick darüber hinaus ist selten bzw. beruht auf nachträglichem ‚Hörensagen‘. Offensichtlich waren jedoch viele kleinere und größere Gruppen über die Randenhöhe hinaus gelangt (eine Gruppe mit ca. 1000 Mann bis in den Raum Tengen) und erst dann zumeist im Hegau gefangen genommen worden. Dass ein Ausbruch – d. h. vom 26. auf den 27. April ein Durchkommen durch den Einschließungsring und durch das bereits feindbesetzte Hinterland auch gelingen konnte, zeigt der weitere Weg des Generals Keppler:
Auch der Stabsgruppe mit dem General gelang es, sich „im Schutze der Finsternis und des immer noch strömenden Regens durch die feindlichen Linien durchzuschlagen.“ Die Gruppe konnte – auch mit Hilfe der Bevölkerung – durch das feindbesetzte Gebiet (am Montag, den 30.4.) bis südwestlich Pfullendorf vordringen. (Ende des Tagebuchs). Dem General gelang es, sich bis zu seiner am Chiemsee wohnenden Familie durchzuschlagen und sich erst am 22. Mai 1945 in amerikanische Kriegsgefangenschaft zu begeben. Keppler ist am 16. Juni 1966 in Hamburg verstorben. Dem Kommandeur der 89. ID, Generalmajor Richard Bazing, gelang es mit seinem Stab bei Singen die Schweizer Grenze zu erreichen. Die Gruppe wurde in die Schweiz interniert. Der Oberstleutnant Kurt Gerber konnte nach einem Grenzübertritt mit Schweizern und Franzosen verhandeln: „In militärisch würdiger Form kapitulierte ich am Samstag, 28. April 1945, in Wiechs a. R. mit 25 Offizieren und 1140 Unteroffizieren und Soldaten.“ (Stabschef K. Gerber, Sigmaringen. In: Riedel, 69 f.).
Dass Keppler selbst am Ausbruch teilnahm und nicht versuchte, an der Grenze mit größeren Einheiten im Zusammenwirken mit Schweizer Militärs geordnet zu kapitulieren, lag daran, dass – so Gerber – „die Schweiz es ablehnt[e], mit einem SS-Führer zu verhandeln. Dies war der Grund, warum er mir Vollmachten gab und sich selbstständig machte.“ (Riedel, 110).
Tausende Soldaten, meist in kleinen Gruppen, wurden an der Schweizer Grenze abgewiesen und sie gerieten fast alle in Gefangenschaft; an der Grenze gelang nur wenigen die Internierung. Viele wurden früher oder später im sich rasch erweiternden Angriffsraum der Franzosen nach Osten hin gefangen genommen.

### Schweizer Grenze

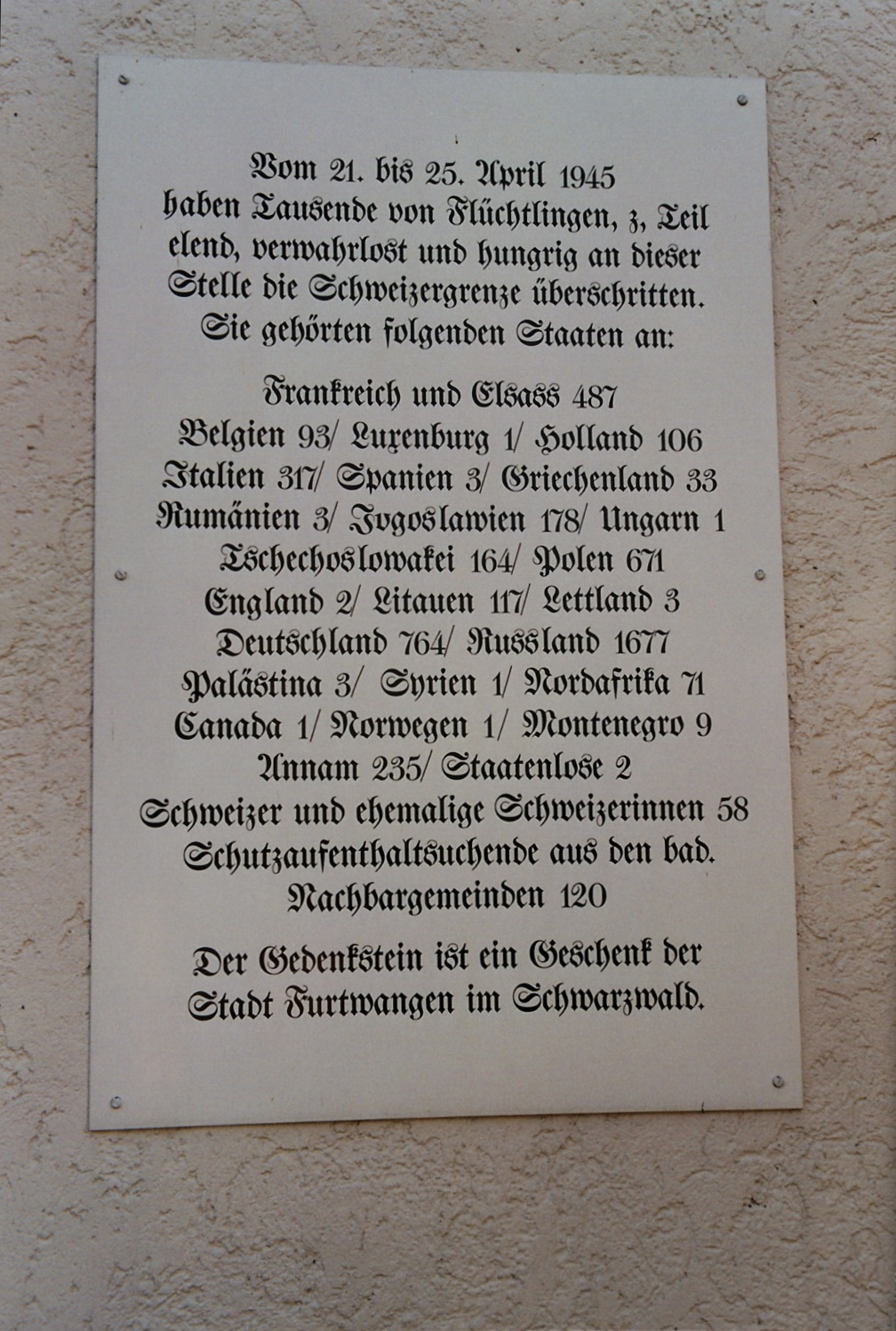
Gedenktafel Flüchtlingsübertritte Schweiz, Schleitheim 1945

In Kenntnis der Chronologie der Ereignisse lässt sich die Gedenktafel am Grenzübergang Deutschland-Schweiz zwischen Stühlingen und Schleitheim bewerten: Die Benennung der über 5000 Flüchtlinge und Schutzsuchenden nach ihren Herkunftsländern datiert vom 21. bis zum 25. April 1945, dem Zeitraum des unmittelbar bevorstehenden und dann am 25. April erfolgenden Einmarsches französischer Truppen entlang des Hochrheins bis Stühlingen. Danach wurde die Grenze seitens der Schweiz sofort abgeschottet. Bis dahin begehrten 764 Deutsche den Einlass, das Gros der anderen Personen waren Fremd- und Zwangsarbeiter und -arbeiterinnen (auch die Westeuropäer). Dazu kamen noch einige in Deutschland bürgerlich lebende Ausländer.
Am 21. April schlossen die Aluminium-Werke Wutöschingen den Betrieb und schickten ca. 1000 Zwangsarbeiter zum Übergang Wunderklingen, der geschlossen war. Sie wurden von einem deutschen Soldaten nach Schleitheim geführt, verblieben die Nacht vor der Grenze und wurden am Folgetag in die Schweiz eingelassen. Im Juli 1945 wurden in den Aluwerken Betriebsangehörige verhaftet und von der Besatzungsbehörde der Vergehen gegen die Zwangsarbeiter beschuldigt. Die Sachlage ist bis heute nur unzureichend dokumentiert und nicht aufgeklärt. 
In der zeitlichen Folge war für die Schweizer Truppen das Abfangen des individuell als auch gruppenweise versuchten Übergangs deutscher Soldaten in die Schweiz östlich des Schaffhauser Grenzvorsprungs handlungsbestimmend. Auch im Raum Jestetten bestand ein Problem mit versprengten Truppen, die in die dortige ‚Sackgasse‘ (den sogenannten Jestetter Zipfel) geraten waren. Nachdem der Versuch der französischen Militärverwaltung, noch im Mai 1945, entlang der ganzen Hochrheingrenze bis zum Bodensee eine von der Bevölkerung geräumte, fünf Kilometer breite Zone einzurichten, am Widerstand vor Ort, der Kirchenorganisation und schließlich dem westalliierten Hauptquartier in Paris gescheitert war, wurde jedoch der vom Grenzverlauf her extrem unübersichtliche ‚Jestetter Zipfel‘ geräumt.

### Verluste und Zerstörungen

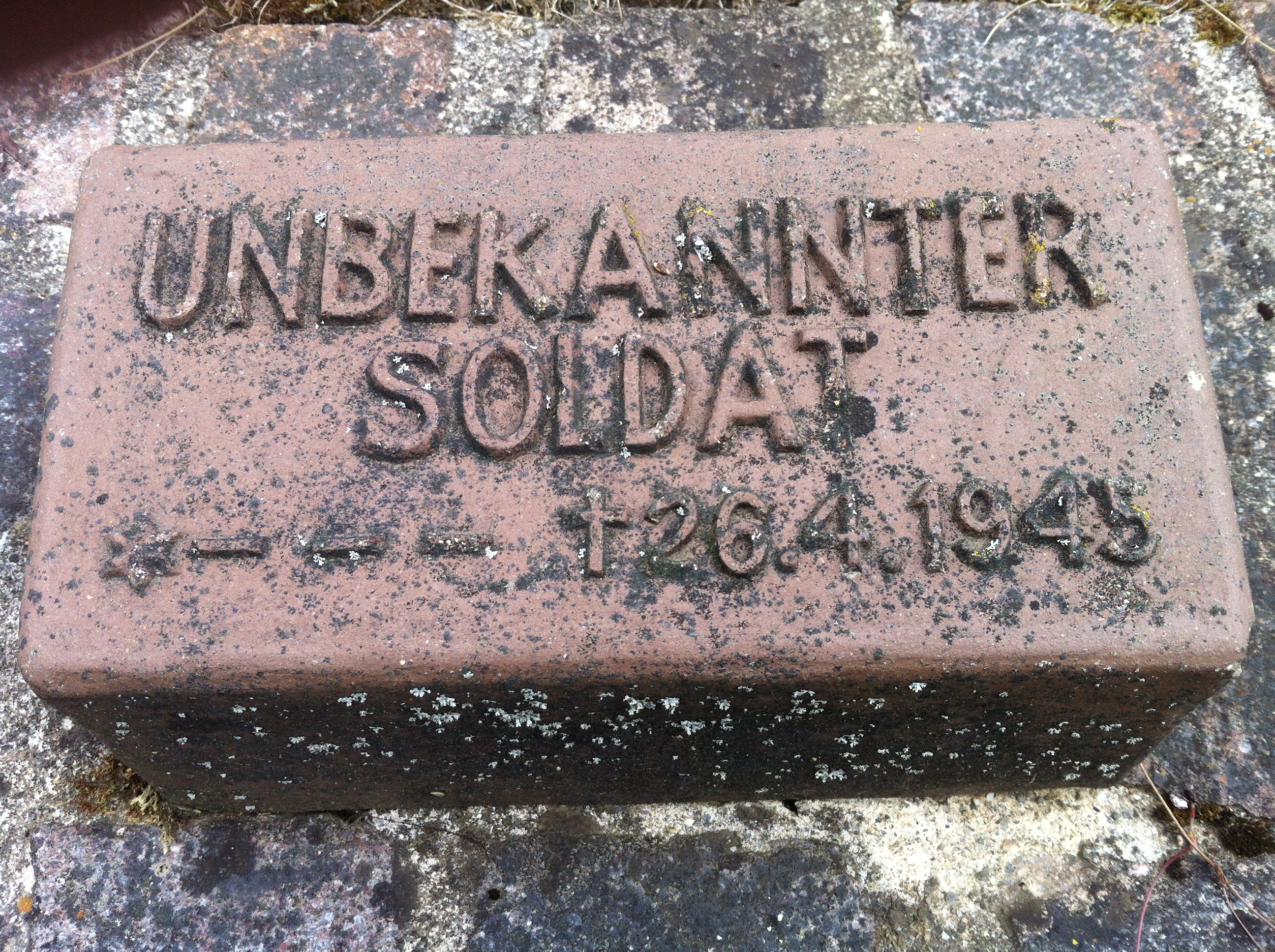
Stein für einen am 26. April 1945 bei den Kämpfen im Raum Blumberg gefallenen deutschen Soldaten

In der Literatur und den Archiven befinden sich zahlreiche Berichte von Zeitzeugen – zum großen Teil von Pfarrern bzw. Angehörigen der Pfarrämter –, denen zufolge im Raum Blumberg etwa 100 deutsche und vermutlich eine ähnliche Anzahl französischer Soldaten ihr Leben verloren; dazu kamen etwa 20 Todesopfer unter der Zivilbevölkerung sowie insgesamt eine große Zahl Verwundeter und Verletzter.
Die Bevölkerung in der Raumschaft wurde in zahlreichen Orten massiv in Mitleidenschaft gezogen – zuerst durch Artilleriebeschuss, dann auch durch Nah- und Häuserkämpfe und nach der Besetzung durch die Franzosen durch Gewalttaten und viele Vergewaltigungen. Dass die Zahl der Todesopfer in der Zivilbevölkerung als relativ gering erscheint, war der massiven Bauweise der Bauernhäuser mit den alten Gewölbekellern zu verdanken, die erst beim Niederbrennen der Gebäude verlassen wurden. Auch die Gewölbe von Kirchen und Pfarranlagen boten den nicht durch Eigentum begünstigten Bewohnern bzw. den zahlreichen Evakuierten aus Städten Schutz. Die Bauern verloren eine große Anzahl Tiere.
Behla wurde fast vollständig zerstört, in Fützen, Überachen und Randen wurden 50 bis 70 Prozent der Gebäude zerstört. Bei dem Jabo-Massaker im Wutachtal um Achdorf konnten sich die deutschen Soldaten meist in Deckung bringen (17 Tote), es wurden jedoch über 800 (Tross-)Pferde getötet.

### Die Kapitulationsfrage
Neben den schon oben genannten Gründen war für den hinhaltenden und auf Ausbruch angelegten Kampf der deutschen Truppen ein wichtiges Moment die Kenntnis der Zustände in den französischen Kriegsgefangenenlagern, die ein – auch persönliches – Durchschlagen im heimatlichen Bereich sinnvoll erscheinen ließ. Gerber nennt weitere Gründe und Motive der Teilnehmer der Besprechung: Hoffnung auf Internierung in der Schweiz, Wissen um Ausschreitungen französischer Truppen gegenüber der Bevölkerung, die Möglichkeit, den Widerstand von Fanatikern auszuschalten, etwa „Werwolfaktionen […:] Sie waren militärisch zwar bedeutungslos, bedeuteten jedoch eine große Gefahr für die Bevölkerung, da die Franzosen keinen Zweifel an Vergeltungsaktionen gelassen hatten.“
Gerber nennt dazu den Umstand, „daß das Korps in einem Bereich operierte, der durch einen „Verteidigungskommissar“ [Gauleiter Robert Wagner] zur Abwehr vorbereitet worden war, der aber keine Verbindungen und keine Verantwortlichkeit mehr hatte. Die unteren Instanzen handelten auf eigene Verantwortung. […] Die örtlichen Parteiorgane mußten ihre Befehlsbefugnis entzogen bekommen. Dies gelang erst nach der Ausschaltung der Gauleitung [… Keppler] hatte als SS-Führer als einziger Durchschlagskraft gegenüber den Parteiorganisationen. […] Es sind sehr viele vorbereitete Sprengungen nicht durchgeführt worden […] Sprengung der Schwarzenbachtalsperre im Nordschwarzwald.“ (Gerber, 108 f.).

## Nachbetrachtung

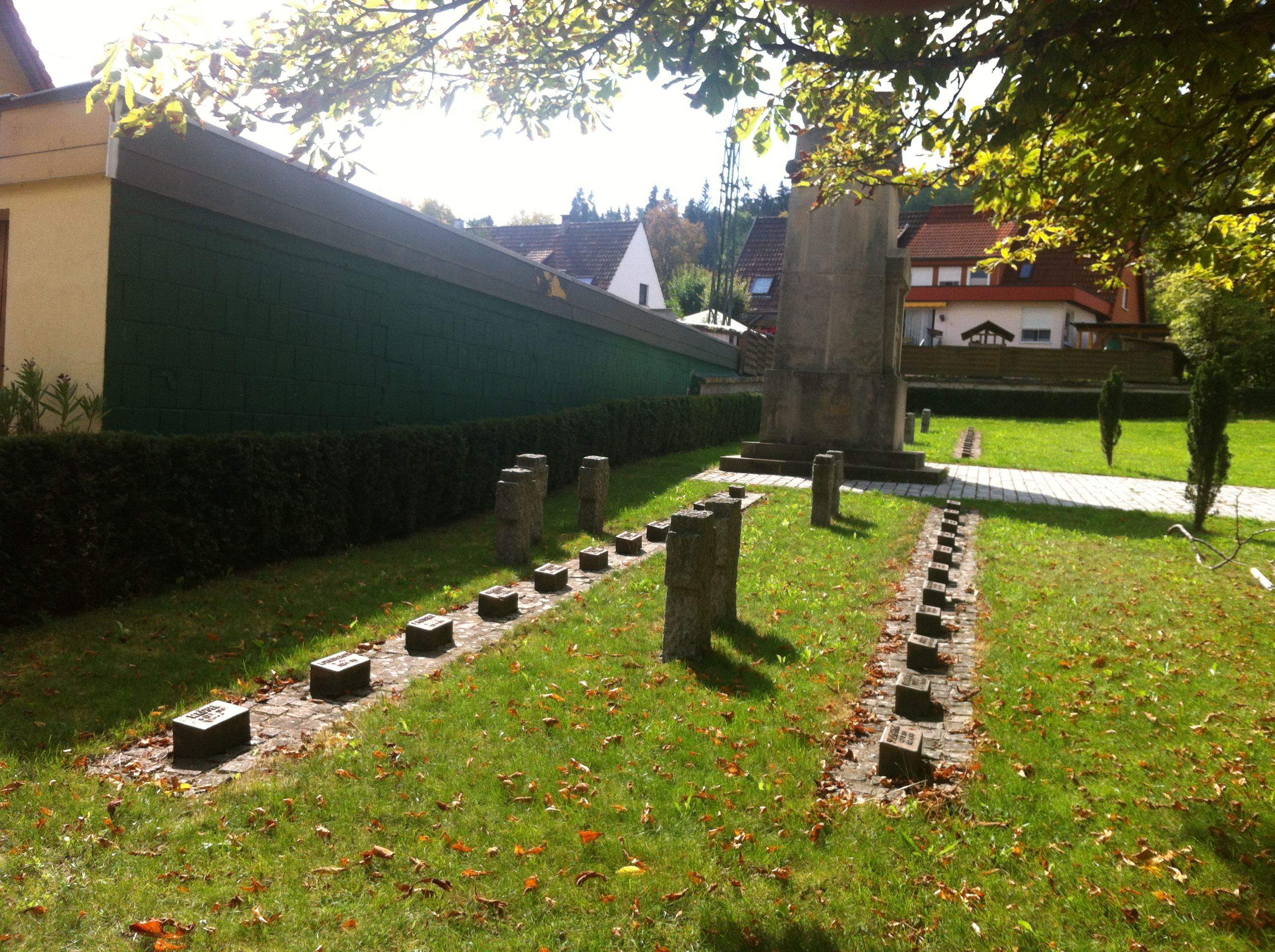
Grabstätte der deutschen Gefallenen bei der evangelischen Kirche in Blumberg

Der Band Halt! Schweizer Grenze! (1985) ist eine als umfassend zu bezeichnende Dokumentensammlung, die der Autor Hermann Riedel mit kleineren Veröffentlichungen vorbereitet hatte. Der Schwerpunkt liegt auf dem Geschehen in der Hochrheinregion, der Schweizer Nachbarschaft und im Raum Blumberg. Riedel gelingen auch Reflexionen in Form kurzer Zusammenfassungen militärischer Aspekte. Das zweite Werk 10 Tage im April (2003) von Fred Trendle ergänzt die Darstellungen in der Raumschaft Blumberg und bringt die Vorgänge im weiteren Umfeld der Baar mit ein. Trendle bringt ebenfalls Lage-Zusammenfassungen (selbst zu Berlin) mit ein, doch sind diese stark von persönlichen Kommentaren durchsetzt, die gewiss auch ihren Wahrheitsgehalt besitzen, doch permanente ‚Unschärfen‘ produzieren. Seine Darstellungen beruhen auf Literatur, die er als Liste angibt, aber nicht zitiert oder per Fußnoten zuordnet. Im Gegensatz zu Riedel, der eine Quellensammlung geschaffen hat, ist Trendles Werk als „Sekundärliteratur“ zu werten, deren Quellen wieder zurückverfolgt werden müssten.
Dennoch heben sich beide Werke weit vom Unverständnis späterer Autoren ab, die offensichtlich ohne genaues Wissen pauschal urteilen:
Ulrich Müller, Wutachtalbahn (1978), urteilte allerdings noch vor dem Erscheinen von Riedel Band:
„In den letzten Apriltagen versuchten Reste versprengter SS- und Wehrmachtseinheiten auf Befehl wahnwitziger Offiziere zwischen Wutach und Randen den Endsieg herbeizuführen.“
Damit war eine Beurteilung festgesetzt, die sich danach durch regionale Kommentierungen und auch die Literatur zur Wutachtalbahn in der Nachkriegszeit hinzog. Erste Korrekturen erfolgten zum 50-jährigen Kriegsende 1995.

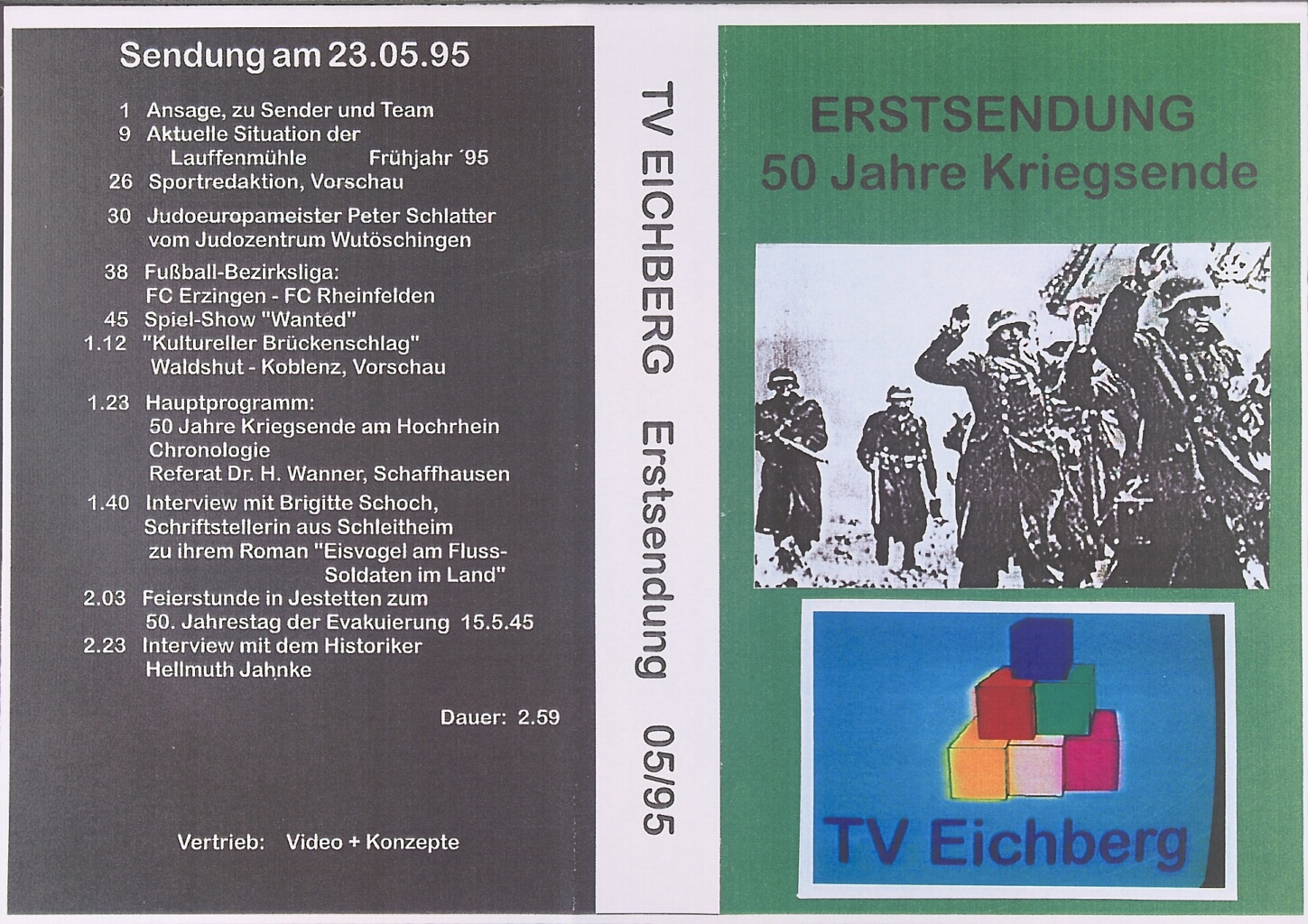
Sendung des TV Eichberg am 23. Mai 1995

- 1995 dokumentierte der Klettgauer Lokalsender TV Eichberg das Geschehen (auf Basis von Riedels Werk) neutraler und unter Einbezug von Zeitzeugen-Interviews und einem Dia-Vortrag eines ehemaligen Schweizer Offiziers. Gewicht liegt in der Sendung auch auf der Evakuierung der Bevölkerung im Raum Jestetten durch die französische Besatzungsmacht und die gelungene Verhinderung der Räumung einer 5-Kilometer-Zone entlang des Hochrheins im Mai/Juni 1945.
- Zur selben Zeit, 50 Jahre nach Kriegsende Ende April 1995, fanden in der Ortschaft Randen Gedenkveranstaltungen, eine Ausstellung und verschiedene Zusammenkünfte zu den Ereignissen am 26. und 27. April 1945 statt. Im Gottesdienst ging Pfarrer Harald Klein auch auf die Kriegsverursachung ein:

„In seiner Schuldfrage suchte der Geistliche nicht nach der Seite oder einer Person, die für diesen Akt verantwortlich gemacht werden könnte. Vielmehr appellierte er an jeden einzelnen, im Sinne der christlichen Lehre auf ‚Kriegshandlungen im Alltag‘ zu verzichten und den Menschen zu achten und zu respektieren.“
Zur Besonnenheit und Sachlichkeit im Erinnern hatte auch Roger Munck aus Frankreich beigetragen, „der als 20jähriger Soldat an diesem 26. April 1945 auf dem Randen war. Bereits tagsüber war er im Dorf, schaute sich ehemalige Kampfplätze an und führte Gespräche mit einigen Einwohnern.“ Auch in allen weiteren Presseberichten blieb der versöhnliche, von Schuldzuweisungen freie Tonfall erhalten. „Am 8. Mai 1995 versammelten sich am Sonntagmorgen nahezu drei Dutzend Gäste auf dem Randen, um anläßlich des 50. Jahrestages des Kriegsendes ein Mahnmal in Form eine Friedenslinde zu pflanzen. […] Auch der damals als französischer Frontsoldat [und Dolmetscher] beteiligte Roger Munck (wohnte) diesem Anlaß bei.“
Ein heute noch sichtbares Zeichen der Kämpfe um Fützen ist ein Schaden durch einen Jaboangriff: „Dabei wurde der westliche Steinpfeiler der Fützener Brücke beschädigt. Bei der Restaurierung vor einigen Jahren hat man bewusst diese Stellen als ‚Mahnmal‘ stehen lassen.“